# Powódź w Europie Środkowej (2010)
Powódź w Europie w 2010 roku wystąpiła w drugiej połowie maja 2010 (I fala powodziowa) oraz na początku czerwca (II fala) w krajach Europy Środkowej: w Czechach, na Słowacji, w Polsce, na Węgrzech oraz Ukrainie, a także w Austrii, Niemczech i Serbii.

## Polska
Powódź ta była jedną z największych w Polsce. Kulminacja fali wezbraniowej na Wiśle była największa od 160 lat. Poziom wody na Wiśle przekroczył w wielu miejscach (np. w Krakowie) poziom notowany podczas tzw. powodzi tysiąclecia w 1997 roku.
W wyniku obfitych opadów deszczu (14–18 maja) podniósł się poziom wody w dorzeczu górnej Wisły (województwa: śląskie, małopolskie i podkarpackie). Wezbrane wody zalały m.in. miasta: Czechowice-Dziedzice, Chełm Śląski, Oświęcim, Kraków (przerwały wał powodziowy) i Sandomierz. Wały przeciwpowodziowe na Wiśle zostały przerwane również w województwie lubelskim (gmina Wilków), podkarpackim (Tarnobrzeg) i mazowieckim (Świniary). Zagrożenie pojawiło się też na Odrze. W dorzeczu tych rzek i na nich samych w wielu miejscach woda przerwała wały, lub nastąpiło ich przesiąknięcie. Po przejściu fali powodziowej, głównie w Małopolsce, wystąpiło ponad 1300 osuwisk ziemi. Pierwsza kulminacja fali była długa i trwała nawet kilka dni.
Z powodu intensywnych opadów deszczu (1–2 czerwca) nastąpiło ponowne przekroczenie alarmowych stanów wód w dorzeczu górnej Wisły i Odry, powodzie w południowej części Małopolski oraz na Podkarpaciu. Woda zalała m.in. Jasło, Sandomierz, Tarnobrzeg i wiele miast i gmin w województwach małopolskim, podkarpackim, świętokrzyskim i lubelskim. Wały przeciwpowodziowe na Wiśle zostały przerwane w województwie małopolskim (gmina Szczurowa i gmina Szczucin), podkarpackim (Tarnobrzeg), świętokrzyskim (gmina Tarłów), lubelskim (gmina Wilków i gmina Janowiec). Nastąpiły również kolejne osunięcia ziemi wraz z domami w małopolskiem i podkarpackiem. Woda zalała ok. 554 000 hektarów w 2157 miejscowościach. Ewakuowano ponad 30 000 osób.
Straty materialne według szacunków MSWiA wyniosły ponad 10 mld złotych. Według niepełnych danych Głównego Lekarza Weterynarii śmierć poniosło 81 986 zwierząt (77 647 ptaków udomowionych, 3000 norek, 682 króliki, 410 świń, 60 kóz, 52 psy, 38 krów, 29 owiec, 27 saren, 19 koni, 10 zajęcy, 5 gołębi, 4 lisy i 3 koty).

### Województwo dolnośląskie

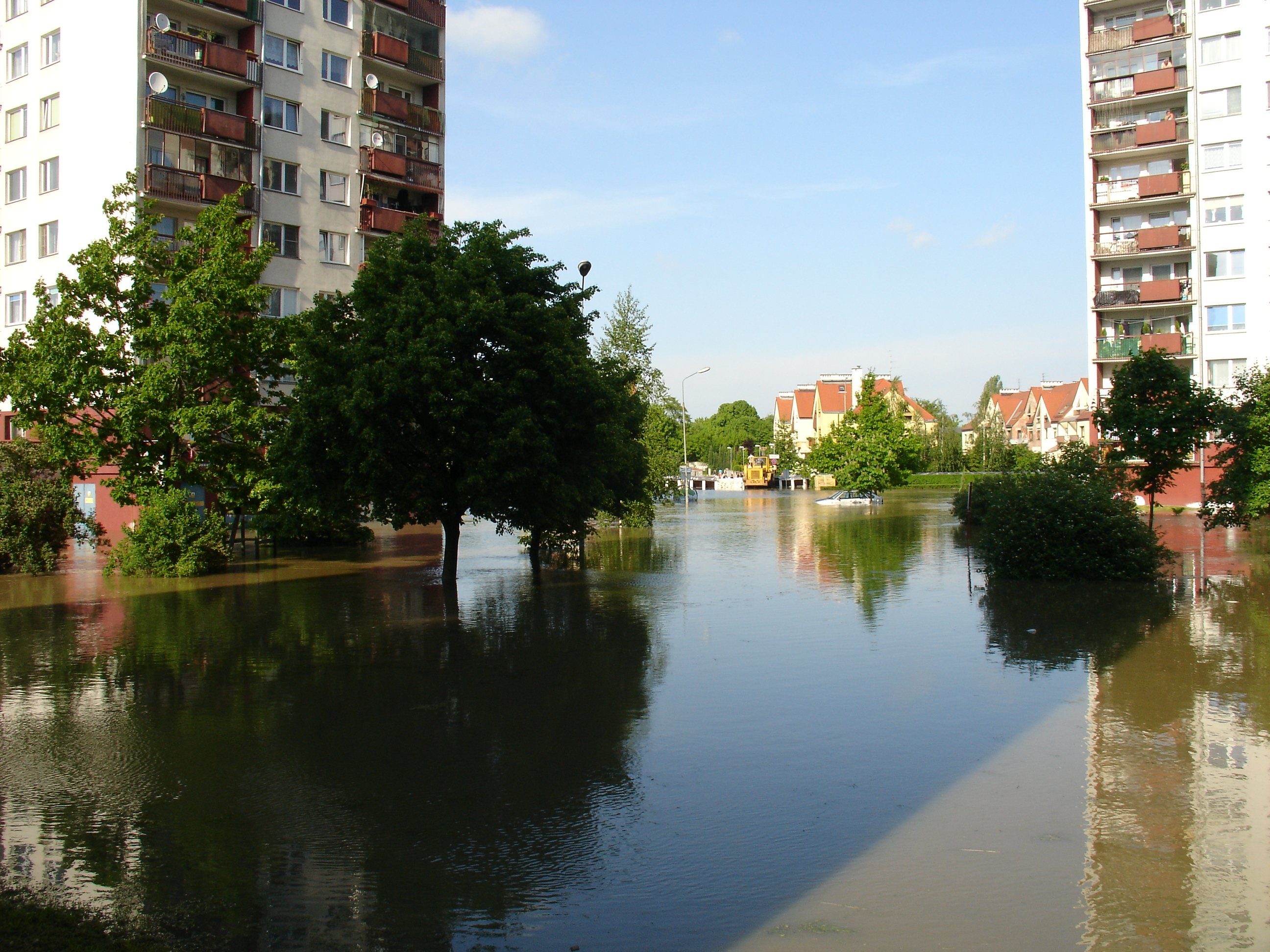
Zalany został wrocławski Kozanów

Na terenie województwa dolnośląskiego na wodowskazach przekroczonych zostało 14 stanów alarmowych (m.in. na całej długości Odry) i 4 stany ostrzegawcze. Ogłoszonych zostało 10 alarmów przeciwpowodziowych.
18 maja został uruchomiony polder przeciwpowodziowy Lipki-Oława o pojemności 38 mln m³. Uruchomiono także poldery Blizanowice-Trestno o pojemności 3,8 mln m³ i Oławka.
20 maja ze względu na wysoki stan Odry zamknięto most w Oławie. We Wrocławiu w wyniku nieprawdziwych informacji o planowanym przerwaniu dostaw wody mieszkańcy w panice zaczęli wykupywać żywność i wodę ze sklepów.
21 maja w godzinach popołudniowych fala wpłynęła do Oławy, osiągając stan z roku 1997 – 766 cm. Część wody płynęła przez polder Lipki-Oława. W 1997 przepływ przez polder był o wiele większy z powodu przerwanego wału za Brzegiem.
Z chwilą kiedy fala powodziowa dotarła do granic województwa, w wielu miejscowościach rozpoczęło się umacnianie, podwyższanie i uszczelnianie wałów. Walka trwała przez kilka dni m.in. w Oławie, Kotowicach, Siedlcach, Łanach, Wrocławiu, Brzegu Dolnym i Ścinawie. We wszystkich tych miejscowościach wały udało się utrzymać. Pracowały na nich setki strażaków, żołnierzy i mieszkańców okolicznych miejscowości. W gminie Oława zostały zalane miejscowości Stary Górnik i Stary Otok. Miejscowości te często są podtapiane lub zalewane, ponieważ znajdują się na terenie polderu Lipki-Oława. Wystąpiły podtopienia w innych miejscowościach i w samej Oławie.
W Jelczu-Laskowicach z powodu najniższych w całym województwie obwałowań na Odrze, braku części obwałowań od strony polderu Lipki-Oława i niewystarczających zabezpieczeń na rzece Młynówce Jeleckiej zostało zalanych 146 domów, a także kościół parafialny pw. Najświętszej Maryi Panny Królowej Polski. W akcji podwyższania wałów brało udział kilkudziesięciu strażaków, żołnierzy oraz dziesiątki mieszkańców. Zakończyła się ona jednak niepowodzeniem. Poziom wody w niektórych miejscach przekroczył 2 metry. Udało się jedynie uchronić przed zalaniem kilkanaście domów na ulicy Wrocławskiej. Powodzeniem zakończyła się obrona miejscowości Łęg. Podtopieniu uległo jedynie kilka domów.
Zalane zostały także liczne domy w Ścinawie.
Alarm powodziowy został ogłoszony również w samym Wrocławiu, bowiem w podwrocławskiej wsi Trestno, gdzie znajduje się najważniejszy dla Wrocławia wodowskaz, 22 maja poziom wody w Odrze osiągnął 656 cm (724 cm w 1997). We Wrocławiu zalane zostało osiedle Kozanów (o godzinie 13.01 woda ze Ślęzy przerwała tymczasowy wał ustawiony z worków z piaskiem, powodując zalanie najniżej położonych obszarów osiedla), pękł również kolektor ściekowy w porcie miejskim, powodując wybijanie studzienek kanalizacyjnych na pl. Staszica i ul. Trzebnickiej. Podtopione zostało osiedle Psie Pole i Polanowice, gdzie wylała rzeka Widawa.
Zarządzono ewakuację mieszkańców z części rejonów Siedlec, Zakrzowa i Kotowic.
W związku z przesiąkaniem wału przeciwpowodziowego zalaniu uległa miejscowość Kwiatkowice. Zarządzono tam ewakuację mieszkańców.
W celu ochrony przed spodziewaną kolejną falą powodziową 2 czerwca we Wrocławiu rozpoczęto budowę nowego wału na Kozanowie. Umocnione zostały także inne najsłabsze wały przeciwpowodziowe. Podwyższono także obwałowania w Jelczu-Laskowicach. Druga fala powodziowa okazała się o ok. 1 m niższa od pierwszej i nie stanowiła większego zagrożenia.
10 czerwca przerwany został wał na rzece Czarna Woda pomiędzy Rogowem Sobóckim a Żerzuszycami.

### Województwo kujawsko-pomorskie

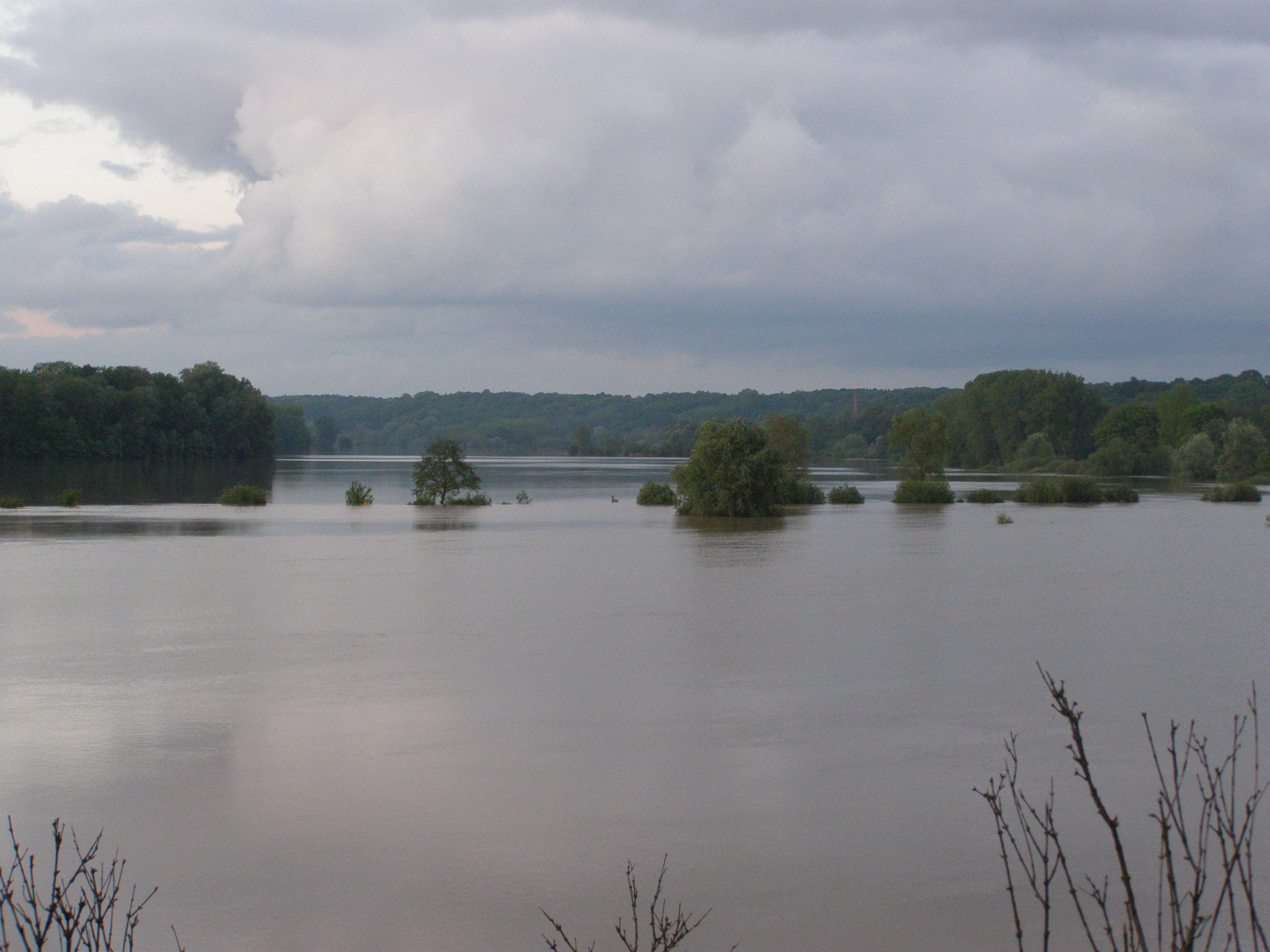
Rozlewisko Wisły w Strzyżawie – koryto rzeki znajduje się ok. 500 m od krawędzi lasu z lewej strony, 24 maja

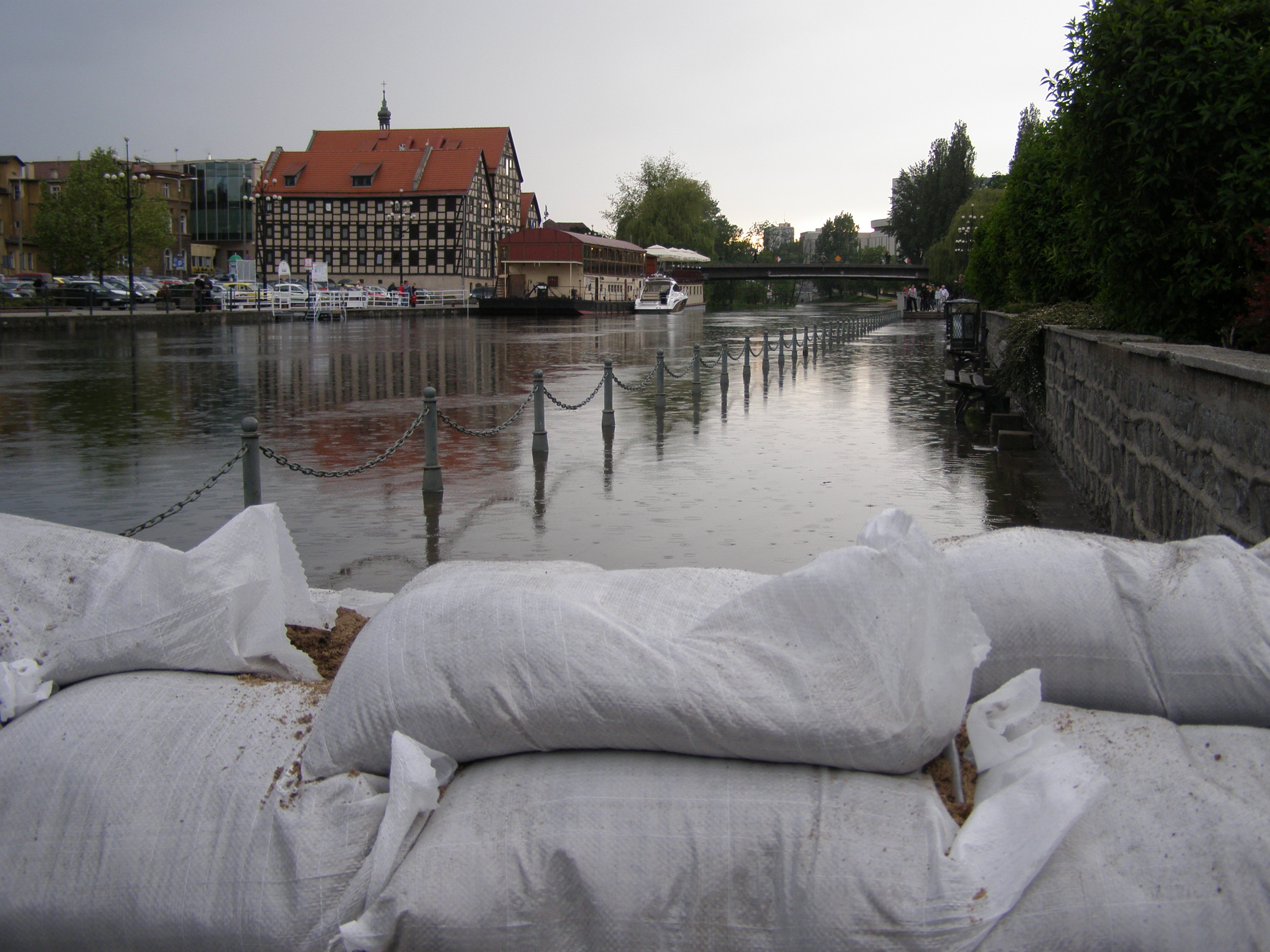
Poziom Brdy przy Starym Porcie w Bydgoszczy, 24 maja

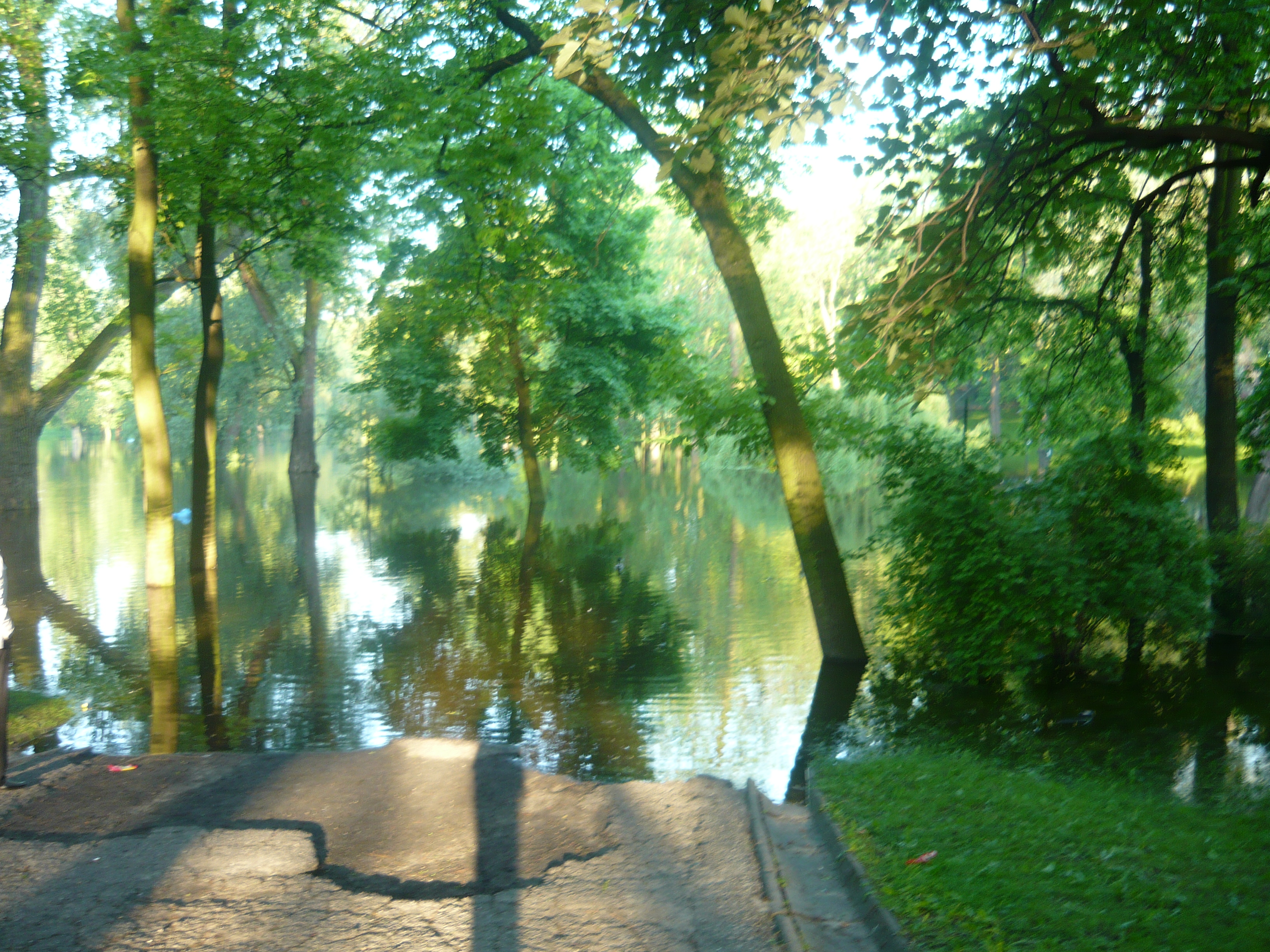
Zalany Park im. Henryka Sienkiewicza we Włocławku, ranek 23 maja, czyli w dniu przejścia kulminacji fali powodziowej przez Włocławek

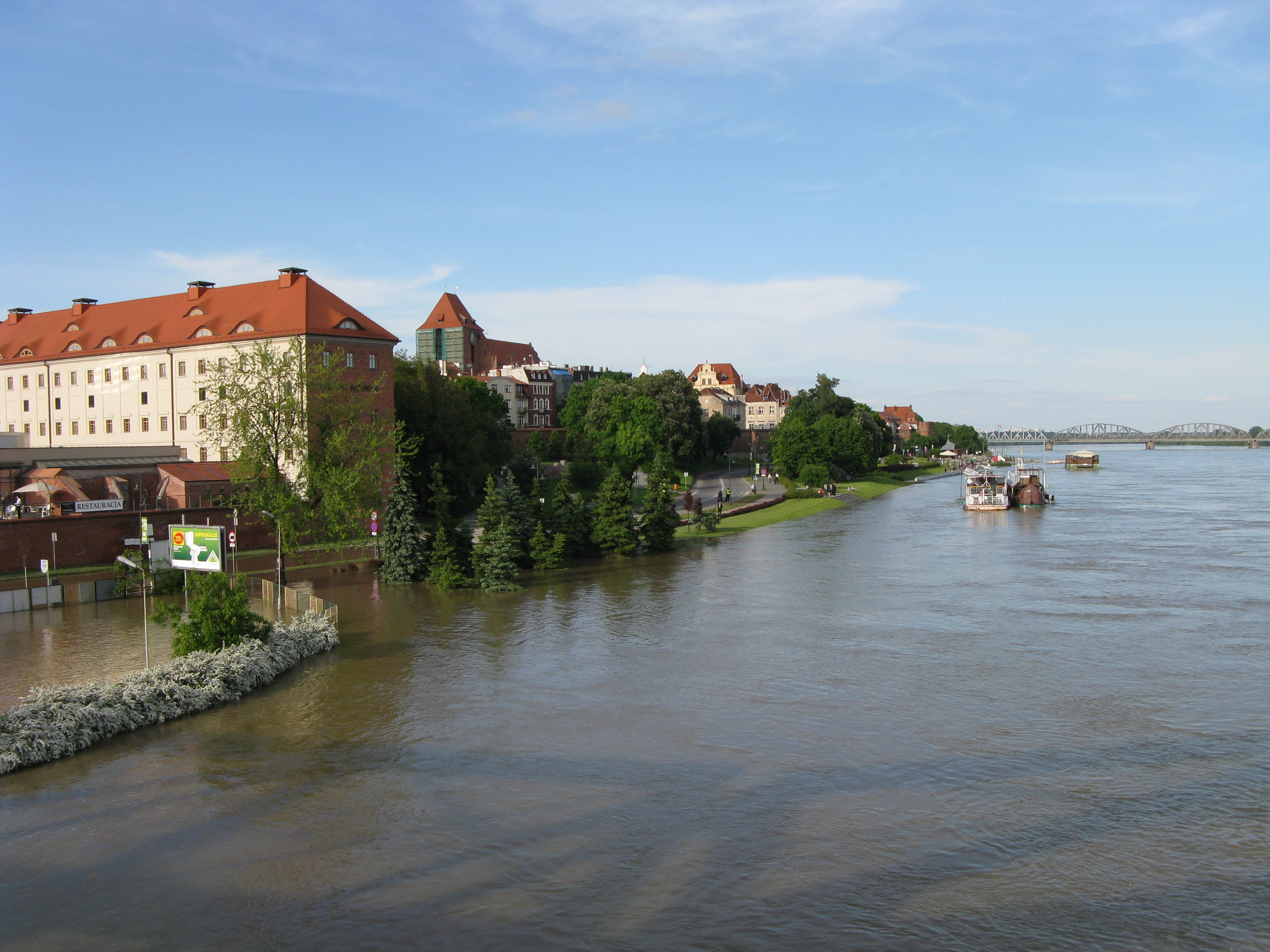
Wisła w Toruniu, 26 maja; po lewej zalany Bulwar Filadelfijski oraz budynek hotelu Bulwar

Wojewoda kujawsko-pomorski 20 maja o godzinie 7:00 ogłosił stan pogotowia przeciwpowodziowego dla gmin położonych na terenach nadwiślańskich. Od 17 maja na tamie we Włocławku zrzucano wodę (3000 m³/s), przygotowując się na nadejście fali powodziowej. 22 maja dopływ wynosił 6000 m³/s, a zrzut wynosił już 5700 m³/s. 22 maja na włocławskiej zaporze wodnej pojawili się premier Donald Tusk i marszałek Sejmu, p.o. prezydenta RP Bronisław Komorowski. 23 maja o godzinie 14 fala kulminacyjna dotarła do Włocławka, jednak poziom wody był niższy niż zakładano początkowo, ze względu na pęknięcie wału w miejscowości Świniary pod Płockiem.
24 maja przeprowadzono ewakuację ponad 566 osób w nadwiślańskich miejscowościach: Wielka Nieszawka, Kaszczorek (dzielnica Torunia), Nieszawa, Waganiec, Raciążek, Unisław, Bobrowniki oraz w nadrzecznej części Solca Kujawskiego. Najtrudniejsza sytuacja była w Bobrownikach (powiat lipnowski), skąd ewakuowano 454 osoby.
W Toruniu poziom Wisły wynosił 538 centymetrów (stan na 21 maja – godzina 19). Z miasta ewakuowano mieszkańców z dzielnic Rudak (ulice Rudacka oraz wyspa Kępa Bazarowa), Czerniewice (oddział odwykowy uzależnień na ulicy Włocławskiej oraz budynki za obiektem) oraz ulicy Przybyszewskiego. Zalana została też ulica Bulwar Filadelfijski w rejonie mostu, woda dotarła też do budynku hotelu Bulwar. W niedzielę (23 maja) o godz. 20 w Toruniu Wisła osiągnęła poziom 859 cm. Od tego momentu systematycznie poziom wody opadał. 24 maja Wisła osiągnęła stan 824 cm. Alarm dla Torunia został odwołany 2 czerwca.
Wisła wylała w rejonie miejscowości Strzyżawa i mostu w Fordonie. W okolicach Czarnowa wybudowano wał oraz przepompowywano wodę z rowów, aby uchronić osiedla mieszkaniowe.
W Bydgoszczy zalane zostały ulice w Fordonie położone najbliżej Wisły. Doszło też do tzw. cofki na Brdzie, która wylała na nadbrzeżne bulwary.
7 czerwca 2010 wojewoda kujawsko-pomorski ponownie ogłosił stan alarmowy dla terenów nadwiślańskich województwa.

### Województwo lubelskie
19 maja przed północną ewakuowana została ludność wsi Kępa Chotecka i Kępa Gostecka, łącznie 460 osób.
Wcześniej ewakuowali się mieszkańcy podtopionych gmin Annopol i Wilków. Ostatecznie w gminie Wilków zalane zostały 23 wioski, a pod wodą znalazło się 90% jej powierzchni. Do tego czasu z terenów gminy Wilków ewakuowano około 1000 osób.
Doszło także do częściowego zalania wsi Wrzelów, Grabowiec i Las Dębowy. W powiecie kraśnickim wystąpiły liczne lokalne podtopienia gospodarstw w miejscowościach Kosin i Opoka (stare dorzecze Sanny). Zalanych było również około 100 gospodarstw w miejscowościach Świeciechów i Bliskowice oraz 13 gospodarstw w miejscowości Popów.
25 maja w Puławach utonęła w Wiśle 13-letnia dziewczynka – 16. ofiara powodzi w kraju.
2 czerwca ogłoszono alarmy przeciwpowodziowe w nadwiślańskich gminach. 4 czerwca mieszkańcy owych gmin wezwani zostali do ewakuacji. Cały czas trwała odbudowa uszkodzonych i przerwanych wałów (głównie na Wiśle w Popowie). 5 czerwca nad ranem Wisła zepchnęła worki z piaskiem na odcinku ok. 40 metrów naprawianego wału w Zastowie Polanowskim i zalała całą gminę.
7 czerwca woda przerwała wał w Kopcu pod Annopolem, zalewając tamtejsze tereny. Nastąpiła kolejna ewakuacja mieszkańców. 8 czerwca przerwany został wał w Janowcu, zalewając tę gminę.

### Województwo lubuskie
23 maja fala kulminacyjna na Odrze dotarła na ziemię lubuską. Woda zalała wieś Milsko w gminie Zabór oraz częściowo miasto Nowa Sól, gdzie woda wdarła się na osiedle przy ul. Brzozowej i zalała cmentarz. W mieście poziom Odry osiągnął 652 cm. 26 maja ewakuowano mieszkańców wsi Kosarzyn w gminie Gubin oraz w gminie Siedlisko pod Bytomiem Odrzańskim i w Krośnie Odrzańskim. Zalane zostały również budynki mieszkalne w trzech miejscowościach w powiecie krośnieńskim. W pierwszych dniach czerwca wysoki stan Warty utrzymywał się w Gorzowie Wielkopolskim.

### Województwo łódzkie
Na podstawie stanu z 18 maja rzeki przekroczyły stan alarmowy w 18 miejscach, przy czym najgorsza sytuacja była w Działoszynie w powiecie pajęczańskim. Podtopienia zanotowano również w Piątku, Marzeninie oraz w Borysewie, skąd ewakuowano zwierzęta z ZOO Safari.
19 maja w gminie Wieruszów oraz w pobliskich wsiach m.in. w Mirkowie zostały podtopione piwnice domów jednorodzinnych. Woda wdzierała się najczęściej pod ziemią, w tym dniu wodę wypompowywano z pól mirkowskich.
Z powodu powodzi wstrzymano ruch kolejowy na linii nr 16 na odcinku Łódź Widzew – Zgierz.
21 maja ogłoszono alarm w 25 gminach, zaś pogotowie przeciwpowodziowe obowiązywało w 13 gminach. Najtrudniejsza sytuacja panowała w powiatach radomszczańskim i wieluńskim. W Szczepocicach, skąd ewakuowano kilkadziesiąt osób, wylała Warta, a w gminie Sulejów nad Pilicą kilkoro osób opuściło swoje domy. 23 maja 26 gmin było objętych alarmem przeciwpowodziowym, a 8 pogotowiem przeciwpowodziowym. Fala powodziowa na rzece Warcie, wchodząc do zbiornika Jeziorsko, wymusiła zwiększenie z niego zrzutu wody do 360 m³/s, co spowodowało, że w Uniejowie poziom rzeki rósł. Natomiast gdy fala kulminacyjna na Pilicy wchodziła do zbiornika sulejowskiego, zrzut wody z tego zbiornika wynosił 150 m³/s. 24 maja stan rzek utrzymywał się na poziomie stanów alarmowych z lekką tendencją spadkową, z wyjątkiem Bzury, gdzie notowano stan ostrzegawczy. Natomiast za zaporą zbiornika Jeziorsko utrzymywała się tendencja wzrostowa. Liczba gmin, w których obowiązywał alarm przeciwpowodziowy, spadła do 22, a stan pogotowia utrzymywano w ośmiu gminach. Straty w województwie łódzkim wstępnie oszacowano na 160 mln zł. Podtopieniu uległo ponad 279 tys. ha ziemi, poszkodowanych było ponad 40 tys. osób, natomiast 86 osób ewakuowano. 25 maja niespodziewanie wylała Bzura, zalewając część Łowicza oraz wsie Szczudłów, Świące, Otolice. Podwyższanie się poziomu rzeki spowodowane było wylaniem wody na pola w Urzeczu, gdzie Bzura połączyła się z Bobrówką. Doprowadziło to do wzrostu poziomu rzeki. 27 maja na rozlewiskach w miejscowości Łęki Kościelne w powiecie kutnowskim znaleziono zwłoki 15-letniego chłopca, którego porwał nurt rzeki Ochnia. 29 maja z rzeki Czarnej w powiecie piotrkowskim wyłowiono zwłoki mężczyzny, który zaginął tydzień wcześniej. Była to druga ofiara powodzi w województwie. 30 maja alarm powodziowy obowiązywał w 18 gminach. 3 czerwca mimo ulewnych deszczów sytuacja zaczęła się stabilizować, jeszcze w 14 gminach obowiązywał alarm przeciwpowodziowy, a w 4 pogotowie przeciwpowodziowe. Straty wstępnie oszacowano na 72 mln zł. Było to mniej niż szacowano 10 dni wcześniej.

### Województwo małopolskie

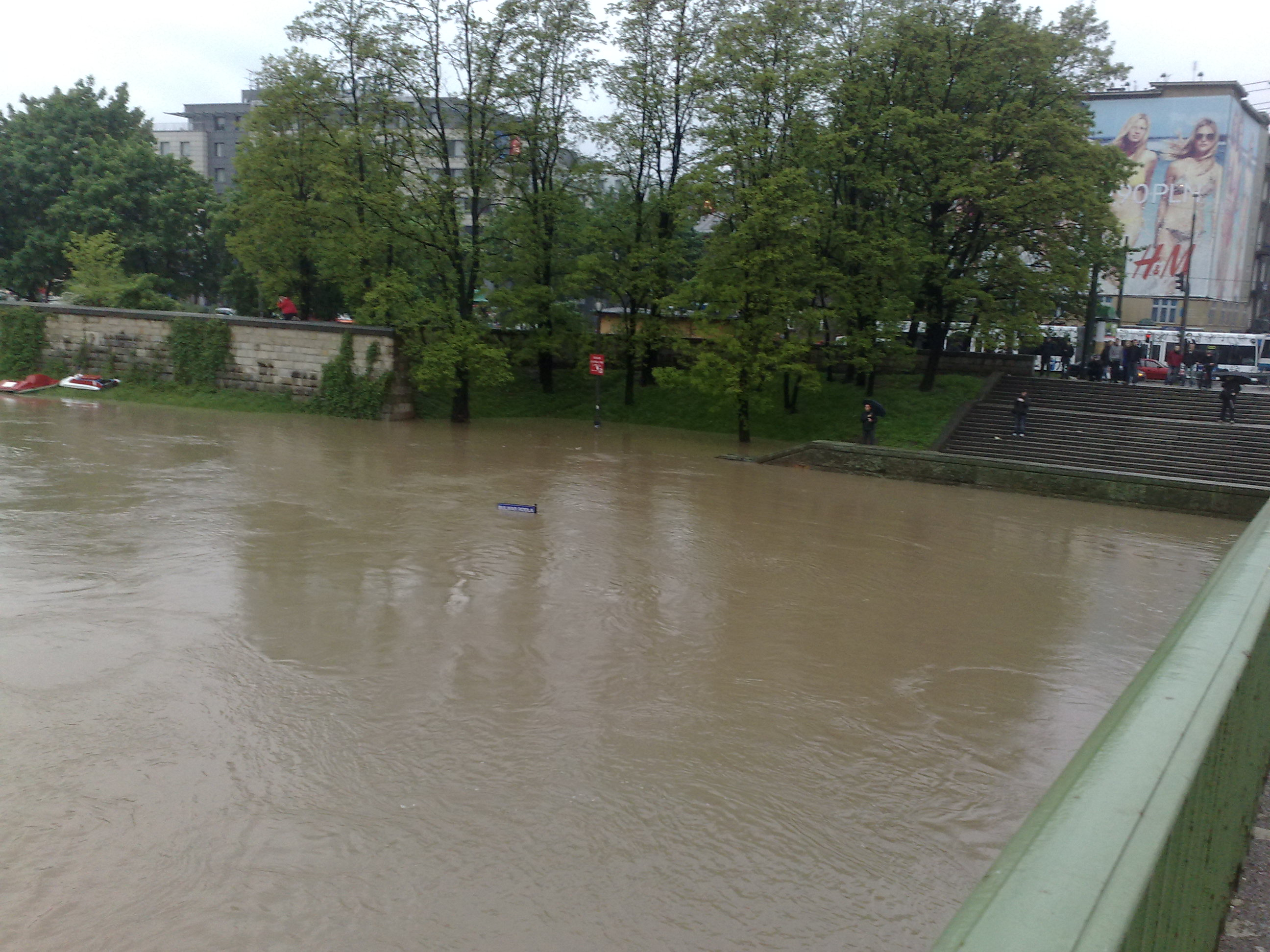
Wisła w Krakowie. 17 maja 2010, godzina 17.37. Widok z Mostu Dębnickiego.

#### I fala powodziowa
70% obszaru województwa małopolskiego zostało dotknięte skutkami majowej powodzi. Zalanych lub podtopionych było 6,2 tys. gospodarstw, ucierpiało ok. 12 tys. osób. Wały przeciwpowodziowe zostały uszkodzone w 96 miejscach, uaktywniły się 334 osuwiska, które zniszczyły 402 budynki. Powódź uszkodziła 15 zakładów wodociągowych, 3 oczyszczalnie ścieków i ponad 1,5 tys. studni indywidualnych. Z terenu województwa małopolskiego ewakuowano co najmniej 4000 osób.
Alarmy przeciwpowodziowe zostały ogłoszone w powiecie krakowskim (gmina Liszki, gmina Skawina, gmina Zabierzów, Czernichów, Igołomia-Wawrzeńczyce), bocheńskim (gmina Rzezawa, gmina Bochnia i Łapanów), suskim, tarnowskim, myślenickim, brzeskim (gmina Gnojnik, Borzęcin), gorlickim (gmina Bobowa, Łużna i Ropa), oświęcimskim, powiat proszowicki (gmina Koszyce), nowosądeckim (gmina Grybów, gmina Łabowa), wadowickim (gmina Andrychów) i dąbrowskim, powiat nowosądecki (gmina Grybów), powiat nowotarski (Szczawnica) oraz w Dąbrowie Tarnowskiej, Bochni, Krakowie i Nowym Sączu. Natomiast pogotowie przeciwpowodziowe na terenie powiatu brzeskiego, nowosądeckiego, limanowskiego, tatrzańskiego, nowotarskiego oraz gminy Iwkowa (powiat brzeski); w gminach Łużna, Lipniki, Gorlice, Ropa w powiecie gorlickim; na terenie gminy Wieliczka, Gdów i Kłaj w powiecie wielickim.
W Krakowie ze względu na falę powodziową zamknięto w południe 18 maja znajdujący się w centrum miasta na jednej z głównych arterii komunikacyjnych most Dębnicki. Zamknięto też most Nowohucki oraz na stopniu wodnym Dąbie. Poziom wody w Wiśle był tak wysoki, że prześwit pomiędzy lustrem wody a przęsłami mostu Dębnickiego zniknął. Poziom wody w Wiśle na Bielanach 20 maja o godz. 6.30 wynosił 770 cm – o 250 cm powyżej stanu alarmowego. W najgorszym momencie było to 957 cm. Był to najwyższy poziom wody od 40 lat. W samym Krakowie ewakuowano 136 osób. Do zabezpieczania miasta zużyto ponad 300 tys. worków z piaskiem (o 250 tys. więcej niż podczas powodzi w 1997).
W Oświęcimiu zagrożone powodzią było muzeum Auschwitz-Birkenau.
W nocy z 18 na 19 maja został przerwany wał w sąsiedztwie krakowskiej ulicy Na Zakolu Wisły oraz w okolicach mostu Zwierzynieckiego, nastąpiła ewakuacja mieszkańców tych części miasta (głównie Płaszów, Przewóz, Bieżanów, os. Lesisko i os. Złocień, a także osiedla Kostrze, Bodzów i Pychowice). Nastąpiła również ewakuacja schroniska dla zwierząt, zamknięto krakowskie ZOO.
17 maja pękły wały na rzece Uszwica w Kwikowie, zalewając miejscowości Kwików, Księże Kopacze, Kopacze Wielkie, Wola Przemykowska i Wola Rogowska.
Oprócz tego w tym dniu zalane zostały w całości (lub w większej części) miejscowości Wola Radziszowska, Radziszów, Pcim, Łapanów, Cikowice, Damienice, Proszówki. Podtopione zostały również inne miejscowości położone głównie w gminach Mogilany, Krzeszowice, Zabierzów, Zielonki, Świątniki Górne, Dobczyce, Myślenice, Wiśniowa, Czernichów, Liszki; wszystkie gminy powiatu wielickiego; wadowickiego i oświęcimskiego oraz częściowo proszowickiego, suskiego, tarnowskiego i dąbrowskiego, a w pozostałych powiatach zanotowano liczne podtopienia. Na Wiśle zatonął prom łączący Spytkowice z gminą Alwernia. Zamknięta została droga krajowa nr 79 w Zabierzowie (z powodu wylania rzeki Rudawa) i w Koszycach (wylanie rzeki Szreniawa) oraz węzeł mirowski na A4 (E40) 7 (E77) oraz wiele dróg wojewódzkich, powiatowych i lokalnych. Zamknięto także linie kolejowe: 96 w Ciężkowicach, 97 (odcinek: Skawina – Sucha Beskidzka), 93 (odcinek: Oświęcim – Czechowice-Dziedzice), 94 (Oświęcim-Przeciszów), 156 (Bukowno).
W całym województwie z powodu powodzi zajęcia odwołano w ponad 330 szkołach, w niektórych odwołano matury. Odwołano zajęcia na uczelniach (UJ i KA). Ewakuowano dzieci z dwóch krakowskich żłobków, oraz ok. 100 uczniów z krakowskiego Ośrodka Szkolno-Wychowawczego dla Dzieci Niewidomych.
17 maja do Krakowa przyjechał premier Donald Tusk oraz minister spraw wewnętrznych i administracji Jerzy Miller, gdzie wzięli udział w naradzie z udziałem wojewodów z regionów najbardziej zagrożonych powodzią. 18 maja premier odwiedził Pcim i Proszówki, a 26 maja miejscowości w gminie Lanckorona: Podchybie i Łaśnicę.
W Małopolsce od początku powodzi zginęło dotychczas 8 osób.
Z powodzią w całym województwie walczyło w maju około 5500 strażaków zawodowych i ochotników. Wsparło ich blisko 540 żołnierzy, którzy podjęli się działań w Krakowie, Szczucinie (powiat dąbrowski), Szczurowej (powiat brzeski), Czernichowie (powiat krakowski), Liszkach (powiat krakowski), Alwerni (powiat chrzanowski). W akcji ratunkowej używanych było 12 łodzi i 6 transporterów. 28 maja w Jaworniku opadająca woda odsłoniła niemieckie i rosyjskie pojazdy wojskowe z czasów II wojny światowej.

#### II fala powodziowa
2 czerwca ogłoszono kolejny alarm przeciwpowodziowy na terenie Krakowa, Tarnowa oraz powiatach bocheńskim, brzeskim, dąbrowskim i suskim, a także w 8 gminach. Stan alarmowy przekraczało 12 rzek w 14 miejscach, a stany ostrzegawcze 11 rzek w 21 miejscach.
3 czerwca w miejscowości Kłodne przebywał minister MSWiA Jerzy Miller.
4 czerwca stan alarmowy przekroczony został w 25 miejscach, a stan ostrzegawczy w 15. Alarm powodziowy zaczął obowiązywać również w Nowym Sączu i Oświęcimiu oraz 6 powiatach i 9 gminach, a pogotowie przeciwpowodziowe w 4 powiatach i 12 gminach.
Nastąpiła ewakuacja mieszkańców Woli Rogowskiej (gmina Wietrzychowice) oraz częściowo w gminie Szczucin. Ewakuacja nastąpiła również w miastach i gminach: Gorlice, Grybów, Tuchów, Muszyna, Piwniczna i Krynica-Zdrój. Po nocnych ulewach zalane zostały budynki w miastach i gminach: Grybów, Gorlice, Kraków (osiedle Bieżanów Stary, Prądnik Czerwony), Brzesko, Piwniczna, Krynica i części Nowego Sącza, gdzie wylały rzeki Łubinka i Kamienica.
W powiecie tarnowskim, w Ciężkowicach, Ryglicach, Pleśnej i Tuchowie (gdzie po raz pierwszy w historii woda z rzeki Białej tak zalała miasto, a woda sięgała klasztornego muru), oraz w okolicach Grybowa i Gorlic po nocnych ulewach wezbrały mniejsze rzeki i potoki, które zalały wiele domów. Miasta Tarnów i Nowy Sącz obroniły się przed 7-metrową falą wezbraniową.
W miejscowości Słupiec została przerwana opaska przeciwpowodziowa. W miejscowości Isep nastąpiło przerwanie wału na rzece Dunajec na długości około 30 metrów. Zalane zostały budynki mieszkalne. Najtrudniejsza sytuacja powodziowa – i związana z nią ewakuacja mieszkańców – była w okolicach miejscowości Tuchów, Rzepiennik Strzyżewski, Ciężkowice, Muszyna, Grybów i w okolicach Gorlic – gdzie pod wodą znalazły się miejscowości położone nad rzeką Ropą.
4 czerwca utrudnienia w ruchu nastąpiły w 12 miejscach na drogach krajowych, a w 13 miejscach pozostawały nieprzejezdne drogi wojewódzkie.
Katastrofie uległ most kolejowy na rzece Poprad położony między Nowym Sączem i Starym Sączem. Gwałtowny napór wody na konstrukcję spowodował zerwanie dwóch przęseł i ich osunięcie się do koryta rzeki. Na skutek zerwania mostu doszło do wstrzymania ruchu kolejowego na ważnej gospodarczo linii kolejowej nr 96 („Kryniczanka”) pomiędzy Nowym Sączem i granicą państwa w Muszynie oraz potrzeba zorganizowania objazdów dla towarowego transportu międzynarodowego. Ponadto zablokowana została linia kolejowa nr 108 na odcinku Stróże – Jasło. Mosty i linie kolejowe zostały uszkodzone również w okolicach Muszyny, Piwnicznej, Nowego Sącza i Tuchowa.
5 czerwca Wisła przerwała wał w Słupcu. Ogłoszono natychmiastową ewakuację 3000 mieszkańców z terenu gminy Szczucin. Miejscowości Słupiec, Borki, Maniów, Dąbrowica, Wola Szczucińska i Załuże – razem ponad 800 gospodarstw – znów znalazły się pod wodą.
W powiecie tarnowskim wysoki stan Dunajca spowodował zamknięcie śluz w rowach melioracyjnych, w wyniku czego nastąpiło podtopienie kilku miejscowości w gminie Wierzchosławice.
W Bieczu przy użyciu helikoptera i pontonów ewakuowano 50 osób.
W powiecie gorlickim, uszkodzonych zostało ponad 20 mostów i uaktywniło się ponad 50 osuwisk. W gminach Moszczenica, Sękowa, Uście Gorlickie, Gorlice zerwane zostało kilkanaście mostów, zalane zostały również budynki mieszkalne, 27 przepompowni, 2 oczyszczalnie ścieków (Gładyszów, Uście Gorlickie). W gminie Lipinki podtopione były 4 przepompownie i 2 oczyszczalnie. W gminie Ropa zalane zostały miejscowości Ropa, Łosie i Klimkówka. W gminie Bobowa zalane były stacje uzdatniania wody i oczyszczalnia oraz domy. Oprócz Muszyny zalane zostały pobliskie wsie Milik, Żegiestów, Szczawnik, Leluchów. W Woli Przemykowskiej woda przelała się przez wały, nastąpiła ewakuacja ludności.
W regionie Sądecczyzny (głównie w Muszynie, Piwnicznej i ich okolicach) była to największa powódź w historii (przewyższając rozmiarami powódź z 1958 roku). Helikopterami ewakuowano mieszkańców Grybowa, Muszyny, Barcic, Biecza i Librantowej. Przy pomocy łodzi ewakuowano grupę mieszkańców Libuszy i Klęczan oraz Binarowej. Na nowo uaktywnione osuwiska zablokowały drogi.
W Szczepanowie (pow. brzeski) znaleziono 8 ofiarę powodzi w Małopolsce.
Bilans powodzi i osuwisk w Małopolsce: ponad 70 budynków nie nadawało się do zamieszkania, a 823 zostało uszkodzonych. Uszkodzonych zostało 26 dróg, 17 mostów, kładek i przepustów oraz 38 odcinków wałów przeciwpowodziowych. Wskutek powodzi ucierpiało ponad 21 000 osób, podtopionych lub zalanych było 8839 gospodarstw i 267 placówek oświatowych, w tym 113 w Krakowie. Uszkodzonych zostało także ponad 6000 studni, kilkanaście sieci wodociągowych i 6 oczyszczalni ścieków.

#### Osuwiska
W Małopolsce wystąpiło ponad 1300 osuwisk. Uszkodzonym i zagrożonych uszkodzeniem zostało ponad 1060 domów, a około 500 osób przesiedlono. 177 domów zostało całkowicie zniszczonych. Znaczna ich część zdarzyła się na zboczach, po których biegną drogi i tory kolejowe. W ponad 200 miejscach osuwająca ziemia poważnie uszkodziła drogi, wyłączając je z użytkowania.
Głównie – bo więcej niż 100 – w gminie Lanckorona w powiecie wadowickim (gdzie w miejscowości Łaśnica nie jest możliwa stabilizacja osuwiska, teren ma zostać wyłączony z zabudowy mieszkaniowej), powiecie limanowskim (gminie Laskowa – 85 domów, najwięcej w Kamionce Małej i Laskowej), gminie Limanowa – głównie w Kłodnem ponad 30 zniszczonych, a drugie tyle zagrożonych (Tymbark, Przyszowa, Dobra) i powiecie nowosądeckim (ok. 200 – głównie w gminie Łososina Dolna (111) i gminie Gródek nad Dunajcem (65 domów)).
W powiecie myślenickim zanotowano ponad 90 osuwisk (w Dobczycach na domy osunęła się część cmentarza).
Osuwiska uszkodziły również budynki i infrastrukturę w powiecie wielickim (głównie w Winiarach koło Gdowa, gdzie z domów ewakuowano 70 osób), nowotarskim, oświęcimskim (gdzie zagrożony jest oświęcimski zamek), suskim (głównie w Zembrzycach), tarnowskim (z powodu osuwisk 40 domów w gminie Pleśna – głównie w Szczepanowicach – nadaje się do wyburzenia), bocheńskim, brzeskim, miechowskim oraz w Krakowie i Nowym Sączu.
W Kurowie droga wojewódzka nr 975 całkowicie osunęła się do Jeziora Rożnowskiego. Z powodu ulewnych deszczów osunęło się również zbocze krakowskiego kopca Piłsudskiego.
W czerwcu uaktywniły się następne osuwiska. W Kłodnem zniszczonych zostało ponad 30 budynków, a kolejne były zagrożone, ze wsi ewakuowano 434 osoby.
Uaktywniły się osuwiska w miejscowości Łapszanka i Szczawnica w powiecie nowotarskim, w Mniszku nad Popradem, w Podchybiu, centrum Lanckorony, oraz w gminie Chełmiec w miejscowościach Piątkowa, Boguszowa i Paszyn, gdzie pojawiło się 8 nowych osuwisk, z zagrożonych budynków ewakuowano 46 osób. W gminie Kamionka Wielka z 5 budynków ewakuowano 8 osób. Osuwiska pojawiły się po raz kolejny też w powiecie limanowskim – w gminach Limanowa i Laskowa. Osuwiska pojawiły się również w gminie Ropa, także w gminie Tuchów – gdzie w Burzynie doszło przez to do wykolejenia pociągu technicznego. W Krzeczowie osuwisko na kilka godzin zatarasowało drogę krajową nr 7, podobnie w Tenczynie również na tej drodze. Osuwiska nastąpiły również na wielu innych drogach, które zostały czasowo zamknięte (m.in. na drogach krajowych: w Radoczy, Czchowie, Wytrzyszczce czy w Muszynce). W gminie Łużna wystąpiło 10 osuwisk, w tym 4 zagrażające budynkom. W Winiarach w gminie Gdów z powodu osuwisk zniszczeniu uległy 2 domy, 2 były uszkodzone, a zagrożonych było 20. Nakaz ewakuacji otrzymało 70 ludzi. W powiecie gorlickim uaktywniło się ponad 50 osuwisk (głównie w mieście i gminie Bobowa (w Wilczyskach, Jankowej, Bobowej i Sędziszowej), gdzie ponad 40 domów zostało zagrożonych), w powiecie nowosądeckim ponad 40 (gmina Łącko – 22, gmina Grybów – 13, gmina Podegrodzie, gmina Kamionka Wielka, gmina Nowy Sącz, gmina Gródek n. Dunajcem – 2, Krynica Zdrój – 6) oraz ok. 10 w powiecie nowotarskim.

### Województwo mazowieckie

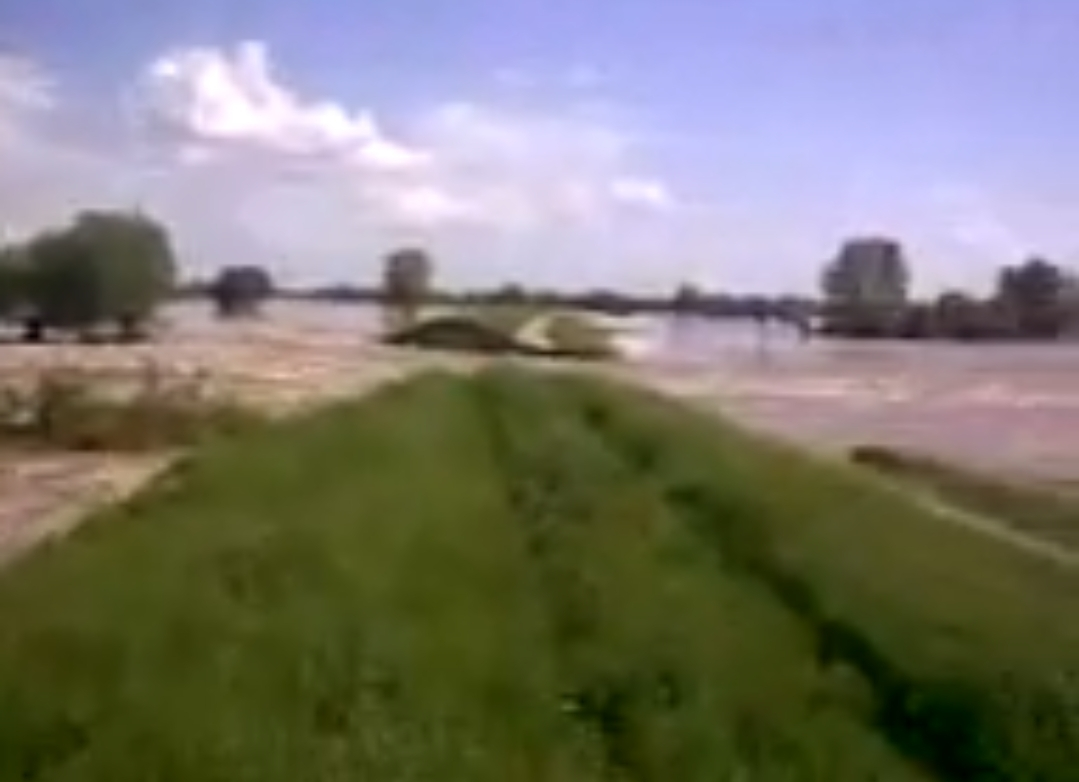
Powódź 2010 Polska świniary pęknięcie wału

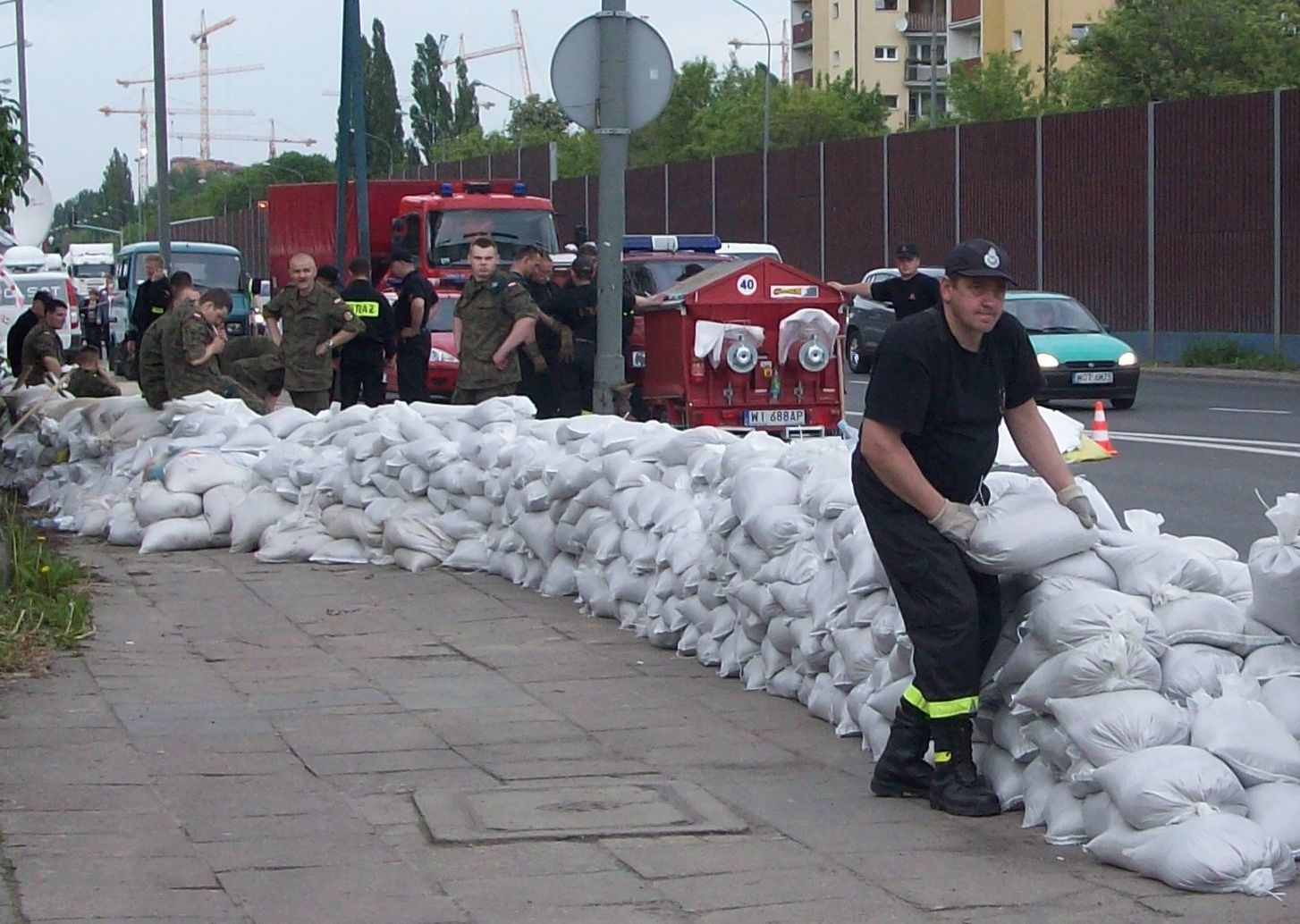
Worki z piaskiem na Wale Miedzeszyńskim

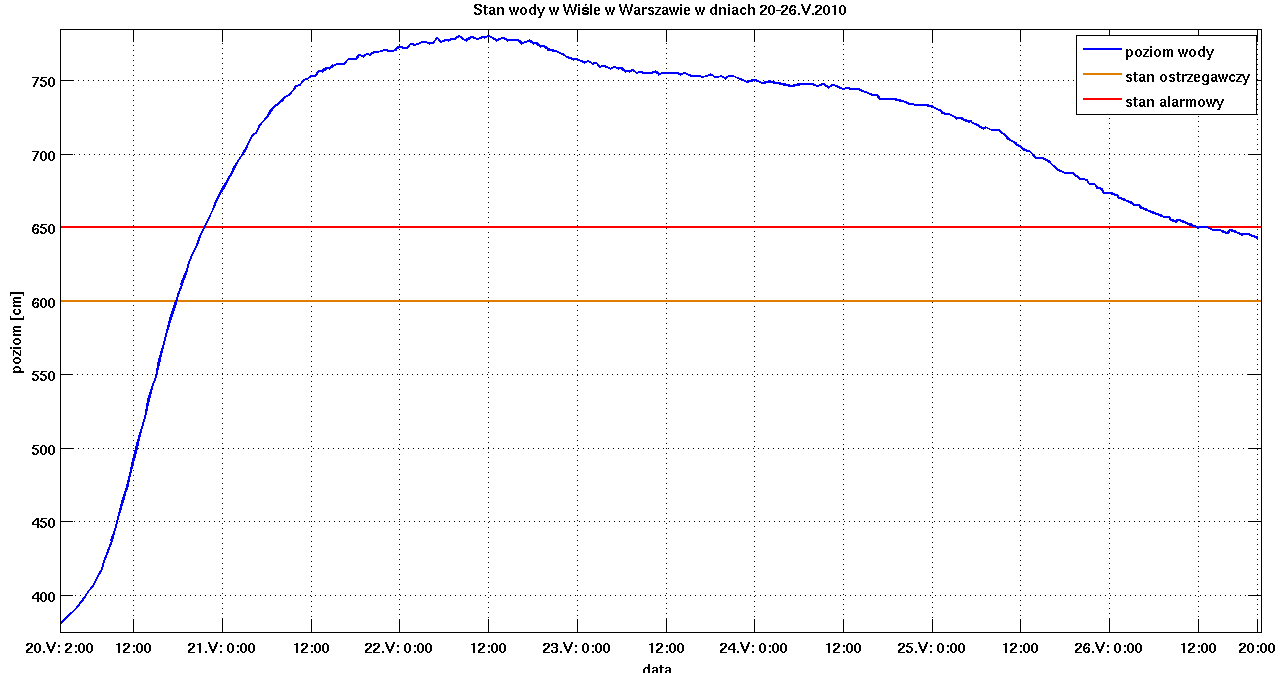
Poziom wody na Wiśle w Warszawie w dniach 20–26 maja 2010

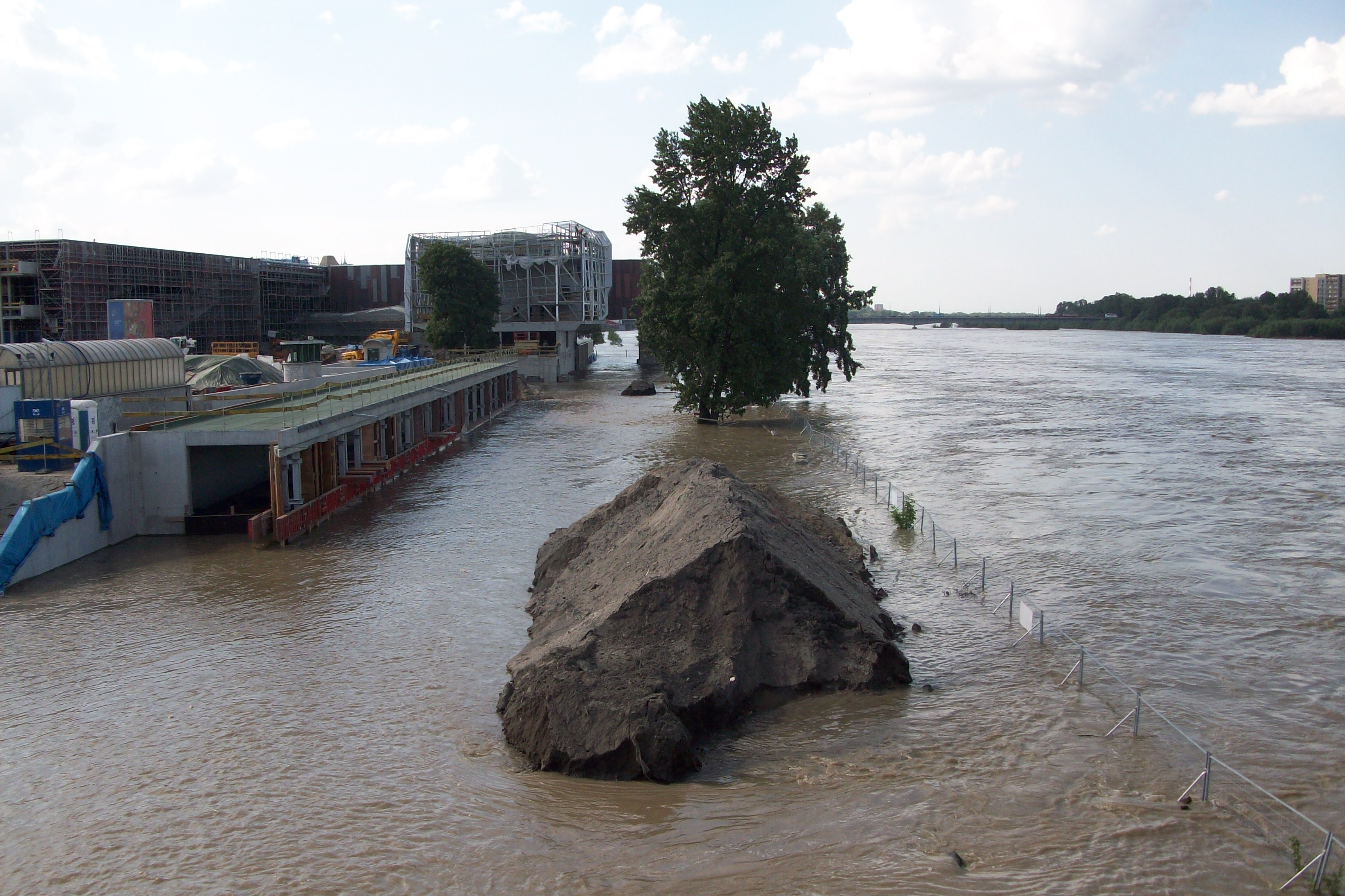
Zalana budowa Centrum Nauki Kopernik – stan z 21 maja 2010 roku

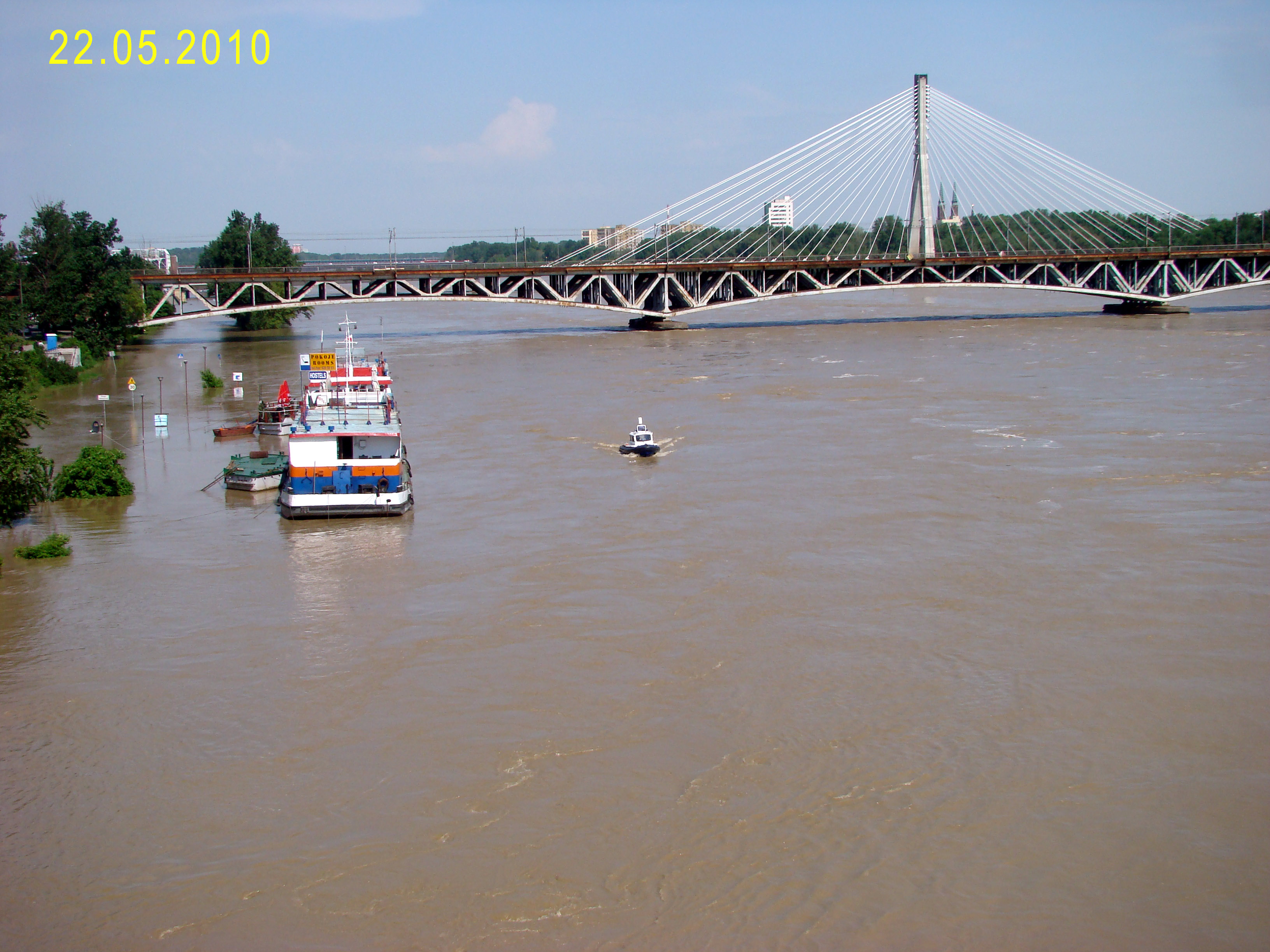
Woda sięga do wierzchu filarów średnicowego mostu kolejowego, 22 maja

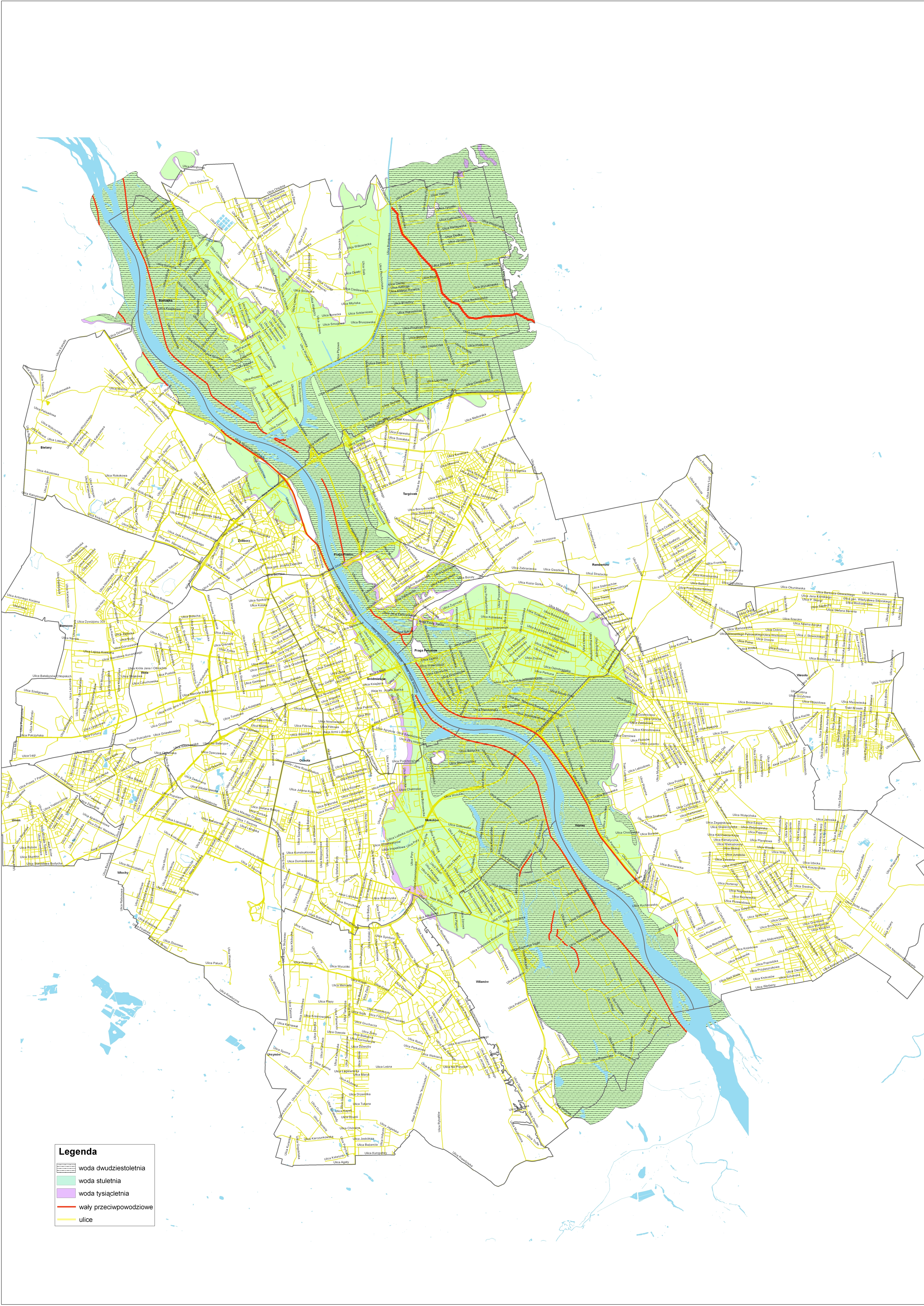
Mapa obszaru zalewowego w Warszawie

Wieczorem 19 maja alarmy powodziowe zostały wprowadzone w powiatach: lipskim, zwoleńskim, kozienickim, garwolińskim oraz grójeckim w związku z podniesieniem stanu wody na Wiśle. Pogotowie przeciwpowodziowe ogłoszono także w powiatach i miastach na prawach powiatu: otwockim, piaseczyńskim, legionowskim, nowodworskim, powiecie Warszawa-Zachód oraz dla samej Warszawy. Wojsko i straż pożarna ułożyły zapory z worków z piaskiem m.in. na odcinkach Wału Miedzeszyńskiego na wysokości Saskiej Kępy oraz przy Wybrzeżu Helskim.
20 maja około godziny 17.30 poziom wody na Wiśle w Warszawie przekroczył stan alarmowy (650 cm) i wraz z upływem czasu w bardzo szybkim tempie podnosił się. O godzinie 23.00 wynosił już 670 cm.
21 maja około godziny 3.00 poziom Wisły w Warszawie przekroczył 700 cm (50 cm ponad stan alarmowy), o godzinie 17.00 było to już 764 cm (o 3 cm. więcej niż pół godziny wcześniej). Tego samego dnia po południu media doniosły o wdarciu się wody na teren budowy Centrum Nauki Kopernik. Z inicjatywy władz miasta stołecznego Warszawy, dla wolontariuszy uruchomiony został specjalny numer telefonu.
Rano 22 maja w Warszawie najwyższy poziom wody na Wiśle wynosił 779 cm, ale już po godzinie 15.00 zaczął opadać, aby wieczorem osiągnąć stan o 8 centymetrów niższy. Wystąpiło przesiąkanie wałów, ale nie doszło do ich zerwania.
22 maja został opublikowany komunikat do mieszkańców Warszawy z terenów zalewowych, informujący o sposobie przygotowania się na wypadek zagrożenia powodzią. Do komunikatu dołączono mapę obszaru zalewowego.
23 maja władze miasta podjęły decyzję o zamknięciu odcinka ulicy Wał Miedzeszyński od 24 maja do odwołania oraz zamknięcia szkół, przedszkoli i żłobków w Wawrze, na Pradze Północ, Pradze Południe, w Białołęce, na Mokotowie i w Wilanowie.
W Wyszogrodzie 23 maja po godzinie 8.00 poziom Wisły wynosił 774 cm i o 224 cm przekraczał stan alarmowy, jednak w porównaniu z pomiarem fali kulminacyjnej w dniu poprzednim (22 maja) o godzinie 23.00 obniżył się o 4 cm. W Kępie Polskiej 24 maja około godziny 8.00 poziom Wisły wyniósł 738 cm, czyli o 288 cm przekraczał stan alarmowy, ale był o 2 cm niższy niż w czasie kulminacji sześć godzin wcześniej.
23 maja trudna sytuacja nastąpiła w miejscowości Świniary w gminie Słubice. Wał przeciwpowodziowy został przerwany na długości 50 metrów, w wyniku czego powstało zagrożenie zalania terenów położonych w dwóch pobliskich gminach: Słubice i Gąbin (położonych na lewym brzegu Wisły). Podjęto także decyzję o ewakuacji mieszkańców m.in. Dobrzykowa. W tej miejscowości mieszkańcy rozpoczęli budowę prowizorycznego wału z worków z piaskiem.
Również 24 maja powiodła się obrona wałów w rejonie dopływu Wisły – Słupianki, na granicy dzielnicy Płocka – Borowiczki i miejscowości Borowiczki-Pieńki w gminie Słupno. Wszystkie siły ratunkowe były skierowane w tamten rejon do umacniania wałów workami z piaskiem. W Płocku zalana została sąsiadująca bezpośrednio z Wisłą ulica Gmury, gdzie znajduje się 20 domów jednorodzinnych. Wyłączona z ruchu samochodowego została także ulica Rybaki na nadwiślańskim bulwarze, na który wpłynęła woda z rzeki. Wieczorem tego dnia w dzielnicy Wawer zaczęła wypływać woda gruntowa, która zalała piwnice wielu domów i bloków.

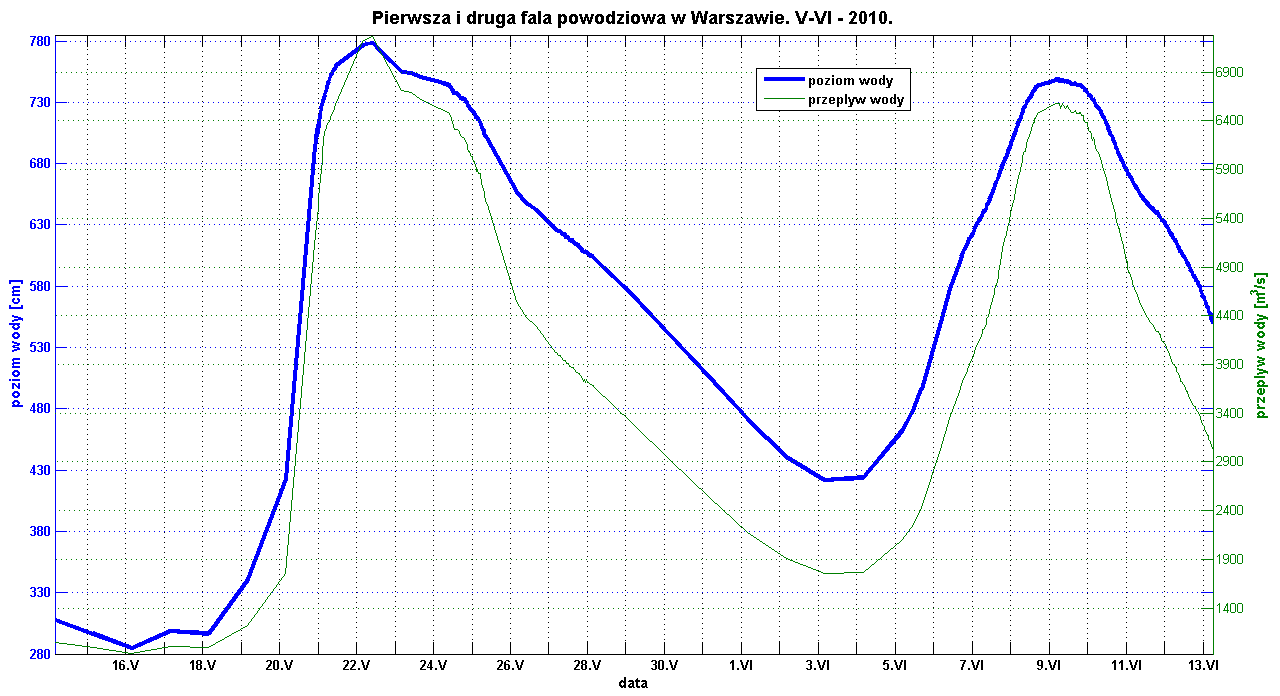
Pierwsza i druga fala powodziowa w Warszawie

Także 24 maja w gminie Gąbin wysadzono 4 wały na długości ok. 40 metrów, aby skierować wodę z rozlewiska z powrotem do Wisły. Wcześniej przeprowadzono ewakuację osób z zalanych terenów (około 1100 osób). Na terenie gminy Gąbin zalanych zostało 1200 ha i 7 miejscowości, m.in. część Dobrzykowa, Nowy Troszyn, Troszyn Polski, część Borek, Piaski i Korzeniówka. W gminie Słubice zalane zostały: Juliszew Dolny, Zyck Polski, Nowy Zyck, Leonów oraz częściowo Rybaki. Jedyną niezalaną miejscowością w gminie był Piotrkówek. W gminie Słubice zalanych zostało 1881 ha i 11 miejscowości.
II fala powodziowa
3 czerwca alarm powodziowy zaczął obowiązywać w powiatach: lipskim, zwoleńskim, kozienickim i garwolińskim. 4 czerwca po intensywnych opadach wylał potok Perełka w Piasecznie, zalana była część miasta, woda sięgała do wysokości pierwszego piętra. W Konstancinie-Jeziornie wylała rzeka Jeziorka, zalewając część miasta. Na warszawskim Ursynowie osunęła się skarpa przy ul. Kokosowej, uszkadzając budynki. Od 8 czerwca ponownie zamknięty został odcinku ulicy Wał Miedzeszyński oraz ponownie zamknięto placówki oświatowe w zagrożonych dzielnicach.
W nocy 9 czerwca najwyższy stan Wisły wyniósł 749 cm. Z nocy z 8 na 9 czerwca zabezpieczano przesiąknięte miejsca Wału Zawadowskiego w Warszawie. 9 czerwca w gminach Słubice i Gąbin w powiecie płockim trwała ewakuacja ludzi i zwierząt. W Dobrzykowie zbudowano wał z 250 000 worków z piaskiem.

### Województwo opolskie

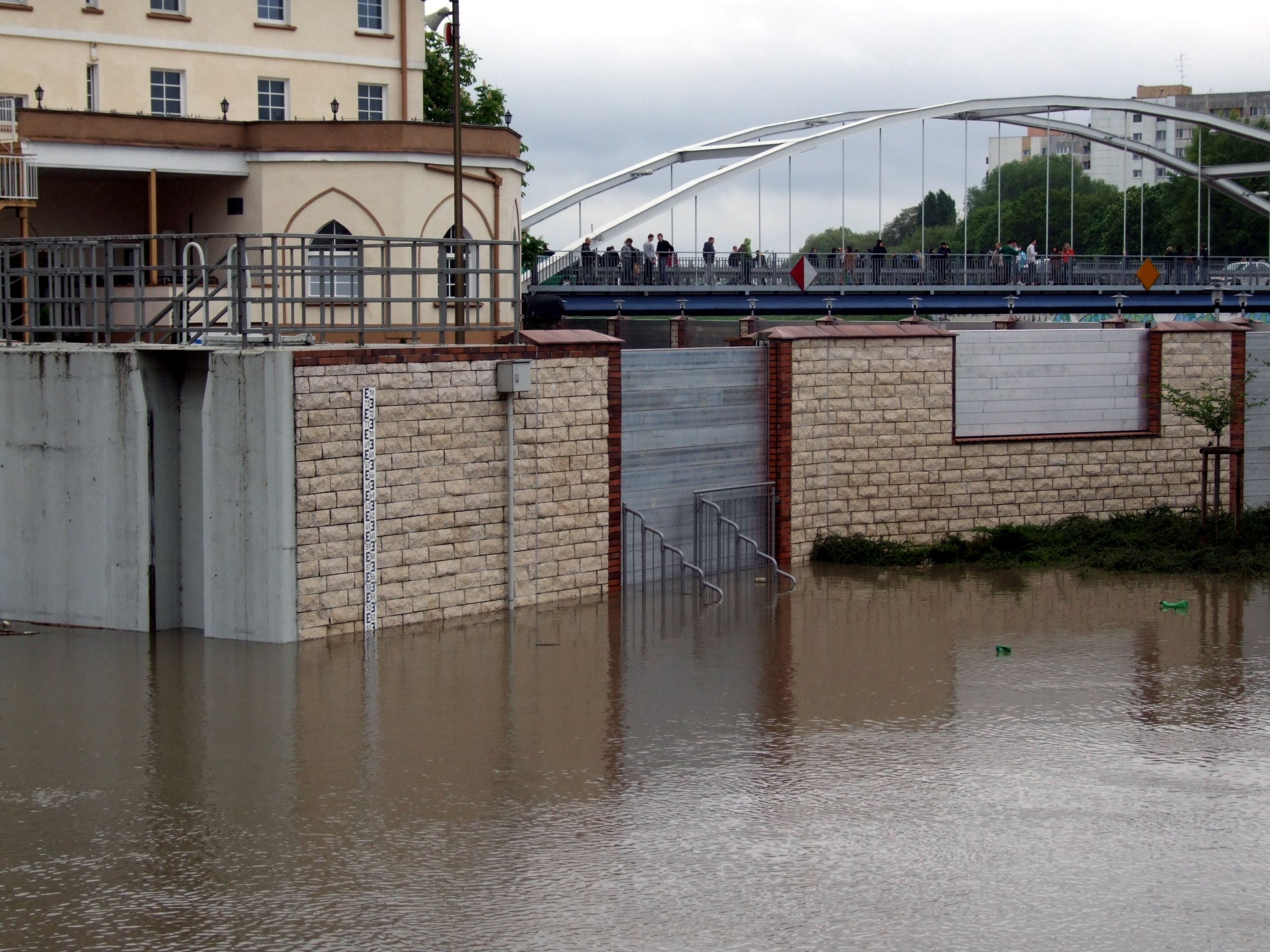
Zatopiony ogródek hotelu „Piast” w miejscu zetknięcia się Odry oraz Młynówki (stare koryto Odry) – 19 maja

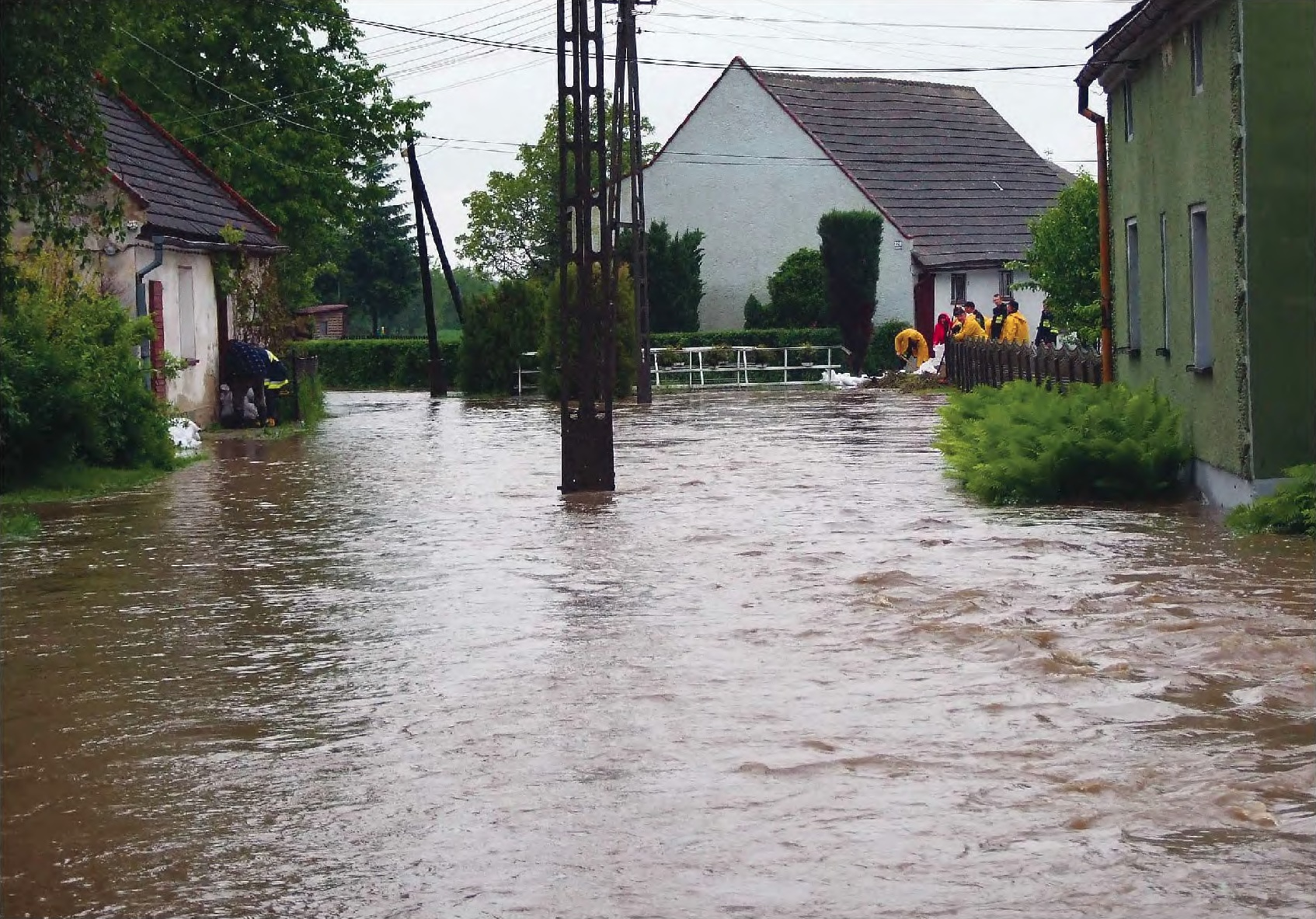
Zalana wieś Szybowice koło Prudnika – 2 czerwca

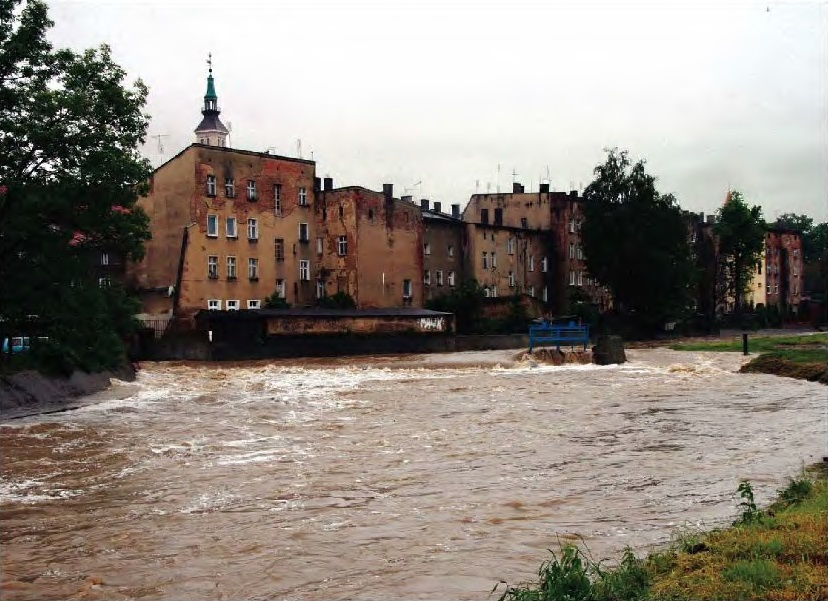
Podwyższony poziom rzeki w Prudniku – 2 czerwca

Na terenie województwa opolskiego odnotowano początkowo niewielkie podtopienia. Wojewoda opolski ogłosił alarm powodziowy dla powiatów kędzierzyńsko-kozielskiego, krapkowickiego, opolskiego ziemskiego oraz miasta Opola.
W bibliotece Uniwersytetu Opolskiego w Opolu miało miejsce przeniesienie 100 tys. książek z niższych kondygnacji na wyższe (podczas powodzi w 1997 wskutek spóźnionej akcji przenoszenia książek księgozbiór uniwersytecki poniósł duże straty).
18 maja połowa zabudowań wsi Bierawa znalazła się pod wodą pochodzącą z rzeki Bierawki, która w tym miejscu uchodzi do Odry. Odciętych od świata zostało także m.in. osiem miejscowości w gminie Cisek.
19 maja dopływ Odry – Lineta zalała znaczną część Koźla, dzielnicę Kędzierzyna-Koźla. Ogólnie w województwie zalanych lub podtopionych zostało kilkadziesiąt miejscowości (według stanu z dnia 20 maja wieczorem – 94), m.in. Krapkowice, Rogów Opolski, Zawadzkie, Ujazd, Czarnowąsy, Ozimek i Brzeg.
Wieczorem fala kulminacyjna na Odrze dotarła do stolicy województwa, jednak wyremontowane i podwyższone wały w centrum Opola były w stanie przyjąć nawet większy poziom wody. W pewnym stopniu również nowo wybudowany Polder Buków znajdujący się w powiecie wodzisławskim przyczynił się do złagodzenie fali kulminacyjnej na Odrze w województwie opolskim. Rzeka przelała się jednak przez wały w kilku miejscach w dzielnicach Półwieś, Groszowice, Metalchem (znajdują się tam jeszcze niemieckie wały z 1905 roku) oraz na obwodnicy miejskiej.
W wyniku powodzi 20 maja wstrzymano ruch kolejowy na nr 144 na odcinku Zawadzkie – Fosowskie.
21 maja o godzinie 14.00 wodowskaz wskazywał 743 centymetry (oznacza to, że od rana poziom wody zmniejszył się o 33 centymetry). Po południu jednak w Opolu pojawiły się obfite opady deszczu.
22 maja o godzinie 7.00 poziom wody w Opolu wynosił 703 centymetry (o metr niżej niż kilkadziesiąt godzin wcześniej). Ratownikom udało się utrzymać w nocy wały w dzielnicy Metalchem, w której poprzedniego dnia trwała dramatyczna walka z przeciekającymi wałami.
24 maja w wyniku przerwania w trzech miejscach wału odrzańskiego w okolicach miejscowości Choruli podtopiona została część miejscowości Kąty Opolskie. Z części podtopionej mieszkańcy wcześniej ewakuowali zwierzęta i zabezpieczyli mienie. Woda odprowadzona została z powrotem do koryta Odry.
W województwie opolskim Odra w maju przerwała wały w ponad 20 miejscach.
2 czerwca woda zalała wsie w okolicy Prudnika (w tym m.in. Szybowice i Skrzypiec). Na terenie Prudnika poziom rzeki Prudnik podniósł się do 3 metrów, jednak woda nie wylała się poza koryto.
4 czerwca po raz drugi zalana została część gminy Bierawa nad Odrą.

### Województwo podkarpackie

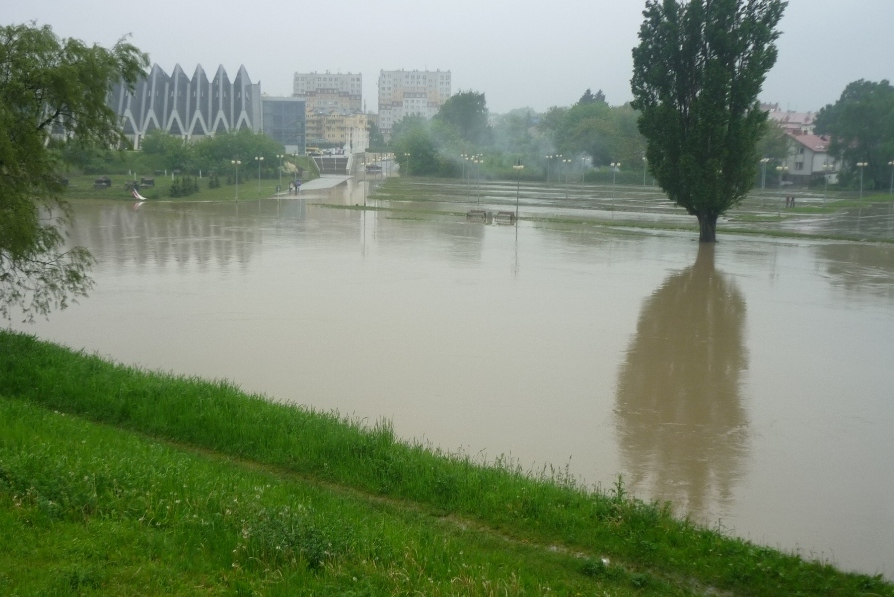
Wisłok w Rzeszowie. Widok z Mostu Zamkowego w Rzeszowie (w głębi Hala Podpromie) 20 maja, godzina 17.05

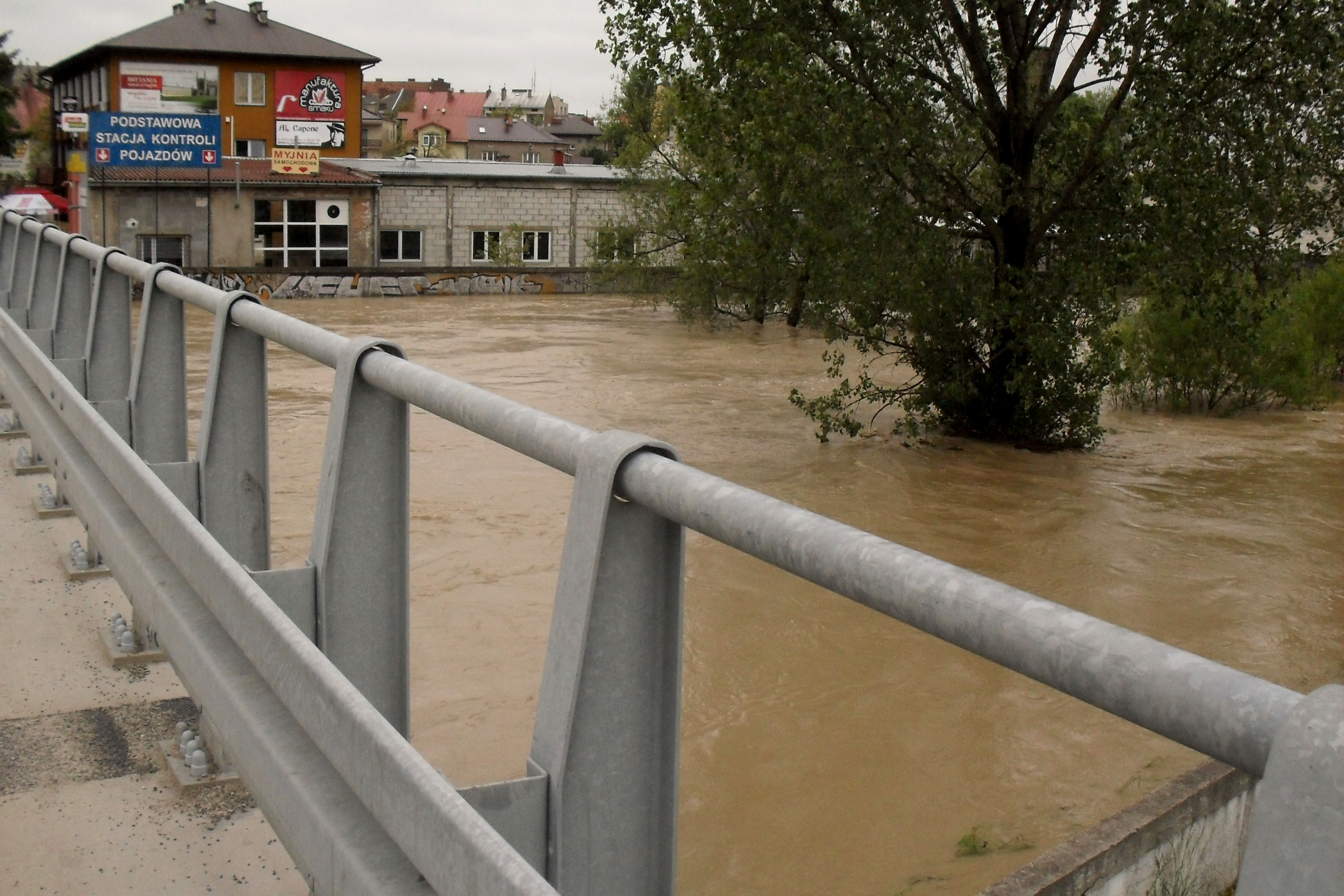
Jasiołka w Jaśle. 17 maja 2010, godzina 16.20

Z terenu województwa podkarpackiego ewakuowano w maju co najmniej 9500 osób, z czego jedynie 20 maja ewakuowano około 7500 osób z rejonu powiatów: tarnobrzeskiego i mieleckiego.
Alarmy przeciwpowodziowe zostały ogłoszone w powiecie ropczycko-sędziszowskim, jasielskim (miasto Jasło, Kołaczyce oraz w gminach Skołyszyn, Jasło, Brzyska), dębickim, powiecie krośnieńskim i mieście Krośnie, gminie Haczów, powiecie strzyżowskim (gmina Czudec, Frysztak, Niebylec, Strzyżów, Wiśniowa), rzeszowskim (miasto Rzeszów, miasto Boguchwała, miasto Dynów, gminy: Lubenia, Dynów, Trzebownisko, Tyczyn), mieleckim, łańcuckim (dla: miasta Łańcut, gminy Łańcut, Markowa, Rakszawa, Czarna, Białobrzegi, Żołynia), powiecie przeworskim (gminach Przeworsk i Tryńcza), powiecie tarnobrzeskim (miasto i gmina Baranów Sandomierski, Gorzyce, Grębów), powiecie stalowowolskim (gmina Stalowa Wola, Bojanów, Pysznica, Radomyśl nad Sanem, Zaleszany), powiecie kolbuszowskim (gmina Dzikowiec) i powiecie leżajskim (gmina Grodzisko Dolne).
Pogotowie przeciwpowodziowe ogłoszono w powiatach: brzozowskim, sanockim (dla gmin Zarszyn i Sanok), powiecie kolbuszowskim (całym), mieście Kolbuszowa, powiecie rzeszowskim dla gmin: Błażowa, Chmielnik, Hyżne, Sokołów Młp, powiecie bieszczadzkim dla gmin: Czarna, Lutowiska, Ustrzyki Dolne, powiecie przemyskim, powiecie jarosławskim, powiecie przeworskim, powiecie stalowowolskim dla gmin Bojanów, Pysznica, Radomyśl nad Sanem, Zaleszany, powiecie leżajskim dla gminy Kuryłówka, powiecie niżańskim dla gmin Nisko, Krzeszów, Ulanów, Rudnik nad Sanem, mieście Dębica.
17 maja w miejscowości Przysieki w gminie Skołyszyn dwaj pracownicy oczyszczalni ścieków zostali w niej uwięzieni z racji wezbranej rzeki Ropy.
Tego samego dnia w miejscowości Brzyście niedaleko Jasła na dom jednorodzinny osunęła się skarpa – rodzina została ewakuowana. Zwały ziemi, które zniszczyły dom, „otarły” się również o drugi budynek któremu groziło uszkodzenie.
W Krośnie rzeka Wisłok przekraczała stan alarmowy o ponad 1,2 m, osiągając 6 metrów. Podtopionych zostało ok. 80 budynków, a poziom rzeki w mieście był najwyższy od 30 lat (od powodzi z 1980 r.).
18 maja pękł południowy wał na rzece Breń w miejscowości Ziempniów blokując drogę wojewódzką 982. Uszkodzony został most na Breniu w ciągu tej drogi. Woda zalała też wschodnią część gminy Szczucin.
19 maja w wyniku pęknięcia wału na Wiśle zalana została prawobrzeżna część Sandomierza oraz północne dzielnice Tarnobrzega. Napór wody z powstałego rozlewiska w połączeniu z wodami wezbranej Trześniówki rozerwał jej wał około godziny 17.30, zalewając gminę Gorzyce. Przez powstałą 20-metrową wyrwę w wale, woda zalała miejscowości Trześń, Sokolniki i Furmany. Z zalanych terenów ewakuowano ludzi. W Tarnobrzegu na osiedlu Wielowieś wyłowiono zwłoki 59-letniego mężczyzny.
Trudna sytuacja długo utrzymywała się w okolicach Tarnobrzega. Zalane były między innymi tarnobrzeskie osiedla Wielowieś i Sobów. Podmyte zostało także osiedle Dzików. Lustro wody miejscami osiągało wysokość 10 metrów. Między rzeką Wisłą a Trześniówką oraz między Trześniówką a Łęgiem zalanych zostało około 40 km² terenu (dwukrotna powierzchnia Zalewu Solińskiego).
Na terenie powiatu strzyżowskiego powstały liczne osuwiska zagrażające budynkom mieszkalnym. Zanotowano 39 takich przypadków, w wyniku czego ewakuowano 15 rodzin.
W wyniku podmycia torów nieprzejezdna była linia kolejowa nr 74 na odcinku Sobów – Grębów.
W majowej akcji ratowniczej na Podkarpaciu uczestniczyło m.in. ponad 1700 strażaków, 350 żołnierzy oraz 6 śmigłowców. Do akcji włączyło się także 30 ratowników z Ukrainy, którzy przywieźli ze sobą 4 pompy wysokiej wydajności.
24 maja 18 pojazdów oraz 40 osób obsługi ukraińskiej Państwowej Straży Pożarnej udało się do Baranowa Sandomierskiego, aby pomóc w prowadzonych działaniach ratowniczych oraz w usuwaniu skutków powodzi. Wał na rzece Łęg w Gorzycach został obroniony, dzięki czemu obyło się bez ewakuacji 8-tysięcznego miasteczka. Na tarnobrzeskim osiedlu Dzików wyłowiono zwłoki mężczyzny.
Do całej akcji ratowniczej zużyto wówczas ponad 1,5 mln worków na piasek i 800 metrów rękawa powodziowego.
W maju na terenie Podkarpacia zalanych zostało około 5000 gospodarstw rolnych (liczba ta nie uwzględnia gospodarstw na terenie powiatu tarnobrzeskiego).
Po kolejnych obfitych opadach deszczu 2 czerwca po raz kolejny alarmy przeciwpowodziowe wprowadzone zostały w powiecie jasielskim, w powiecie sanockim dla gmin Zagórz, Zarszyn i miasta Sanoka, w Krośnie, Rzeszowie oraz w powiatach dębickim, ropczycko – sędziszowskim (miasto i gmina Sędziszów Młp., miasto i gmina Ropczyce, gm. Iwierzyce), strzyżowskim (dla gmin: Czudec, Frysztak, Niebylec, Strzyżów, Wiśniowa), gmina Boguchwała (powiat rzeszowski), gmina Gać (pow. przeworski) oraz powiat łańcuckim (dla gmin: Białobrzegi, Czarna, miasta i gminy Łańcut, Żołynia). W Rzeszowie Wisłok, wylał na parking obok nieco wyżej położonej Hali Podpromie.
4 czerwca nastąpiła ewakuacja ludności w powiatach tarnobrzeskim, dębickim, mieleckim, jasielskim i ropczycko – sędziszowskim. W całym dorzeczu górnej Wisły oraz zlewni Sanu, Wisłoka i Wisłoki wystąpiły wzrosty poziomów wód do stanów alarmowych, a wiele z nich wylało. Nastąpiło to głównie w rejonie Jasła i Strzyżowa, a także w rejonie Tarnobrzega. W Trzcinicy k. Jasła rzeka Ropa zalała skansen archeologiczny „Karpacka Troja”, a w Jaśle przerwała wał przeciwpowodziowy na długości ok. 40 m. W Jaśle ewakuowanych zostało ponad 1300 osób, woda zalała ok. 1/3 jego powierzchni. W powiecie jasielskim najbardziej zalane tereny wiejskie były w gminach Jasło i Skołyszyn. W powiecie dębickim zostało zalanych ponad 800 gospodarstw, m.in. zakład utylizacji odpadów medycznych. W gminie Gorzyce zalanych zostało ok. 70% jej terenu.
5 czerwca zarządzono ewakuacje 9000 mieszkańców dębickiego osiedla Słoneczne. W Ropczycach wylała rzeka Wielopolka, ewakuowano tam m.in. komendę miejscowej straży pożarnej. Tego samego dnia nastąpiło kontrolowane przerwanie wału przeciwpowodziowego w Jaśle, by woda z miasta mogła wpłynąć do Wisłoki.
W Koćmierzowie pękł wał przeciwpowodziowy na Wiśle. W Tarnobrzegu zarządzono do tamtej chwili ewakuację czterech osiedli: Wielowsi, Sielca, Zakrzowa i Sobowa – ok. 3500 osób. Po przerwaniu wału na Wiśle w małopolskim Słupcu, pod wodą znalazło się kilka miejscowości w Gminie Czermin i Borowa w powiecie mieleckim.
Bilans powodzi na Podkarpaciu to 12 850 zalanych bądź podtopionych domów, 42 000 osób poszkodowanych przez żywioł, około 300 miejscowości zalanych lub podtopionych. Zalanych zostało prawie 15 000 gospodarstw domowych, ok. 73 000 ha użytków rolnych. Na terenach powodziowych padło ok. 6000 zwierząt gospodarskich. Pod wodą znalazło się m.in. 40% powierzchni Tarnobrzega, 30% Jasła, 60% gminy Gorzyce.
Osuwiska. Zagrożonych nimi pozostawało ponad 240 budynków i kilkanaście mostów. Najbardziej zagrożone były tereny powiatów: jasielskiego, strzyżowskiego (145 budynków), dębickiego (52 budynki), rzeszowskiego (23 budynki).

### Województwo podlaskie
23 maja o godzinie 6.00 na wodowskazach odnotowano:
- przekroczenia stanu ostrzegawczego na rzekach:
  - Narew w miejscowości Narew o 2 cm (w ciągu 24 h ubyło 2 cm)
  - Biebrzy w miejscowości Osowiec o 15 cm (w ciągu 24 h przybyło 2 cm)
- Jeziorze Rajgrodzkim w miejscowości Rajgród o 1 cm (w ciągu 24h przybył 1 cm)[25].

### Województwo pomorskie
W związku z wysokimi stanami wody na Wiśle wprowadzono alarm powodziowy dla terenów nadwiślańskich. Starostowie powiatów: gdańskiego, kwidzyńskiego, malborskiego, sztumskiego, nowodworskiego oraz tczewskiego podjęli działania mające na celu ochronę przed powodzią.
25 maja o godzinie 14.00 czoło fali kulminacyjnej przepływało przez Tczew. Fala osiągnęła poziom 1042 cm, czyli o 222 cm przekroczyła stan alarmowy. 26 maja fala kulminacyjna na Wiśle dotarła do Bałtyku.

### Województwo śląskie

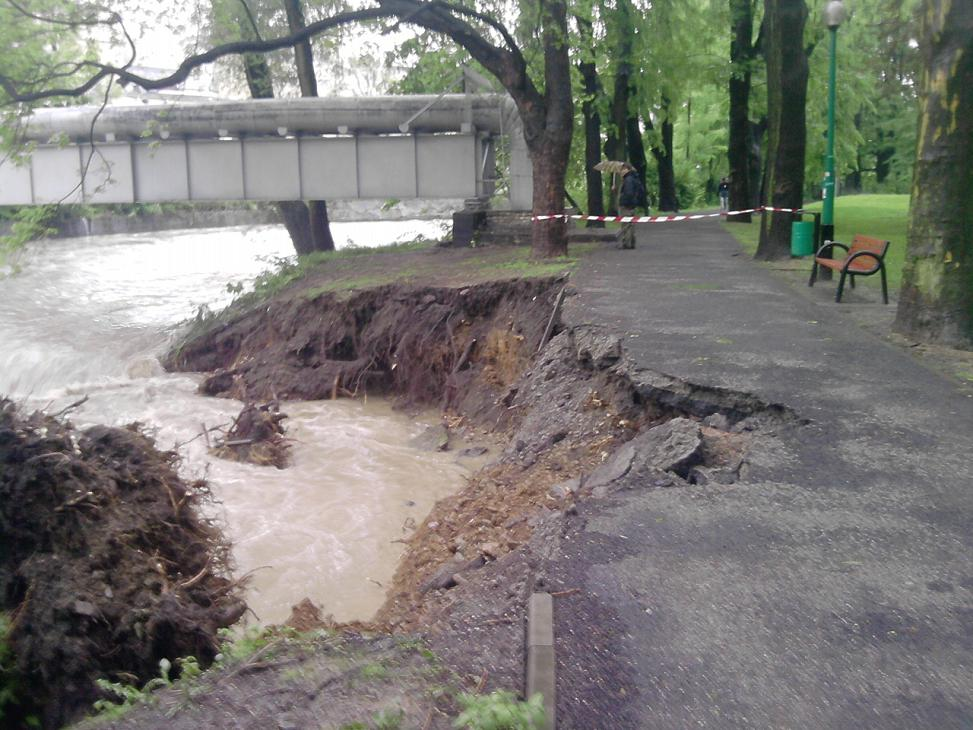
Bielsko-Biała – osunięcie terenu w Parku Włókniarzy, 17 maja 2010, godz. 16.41

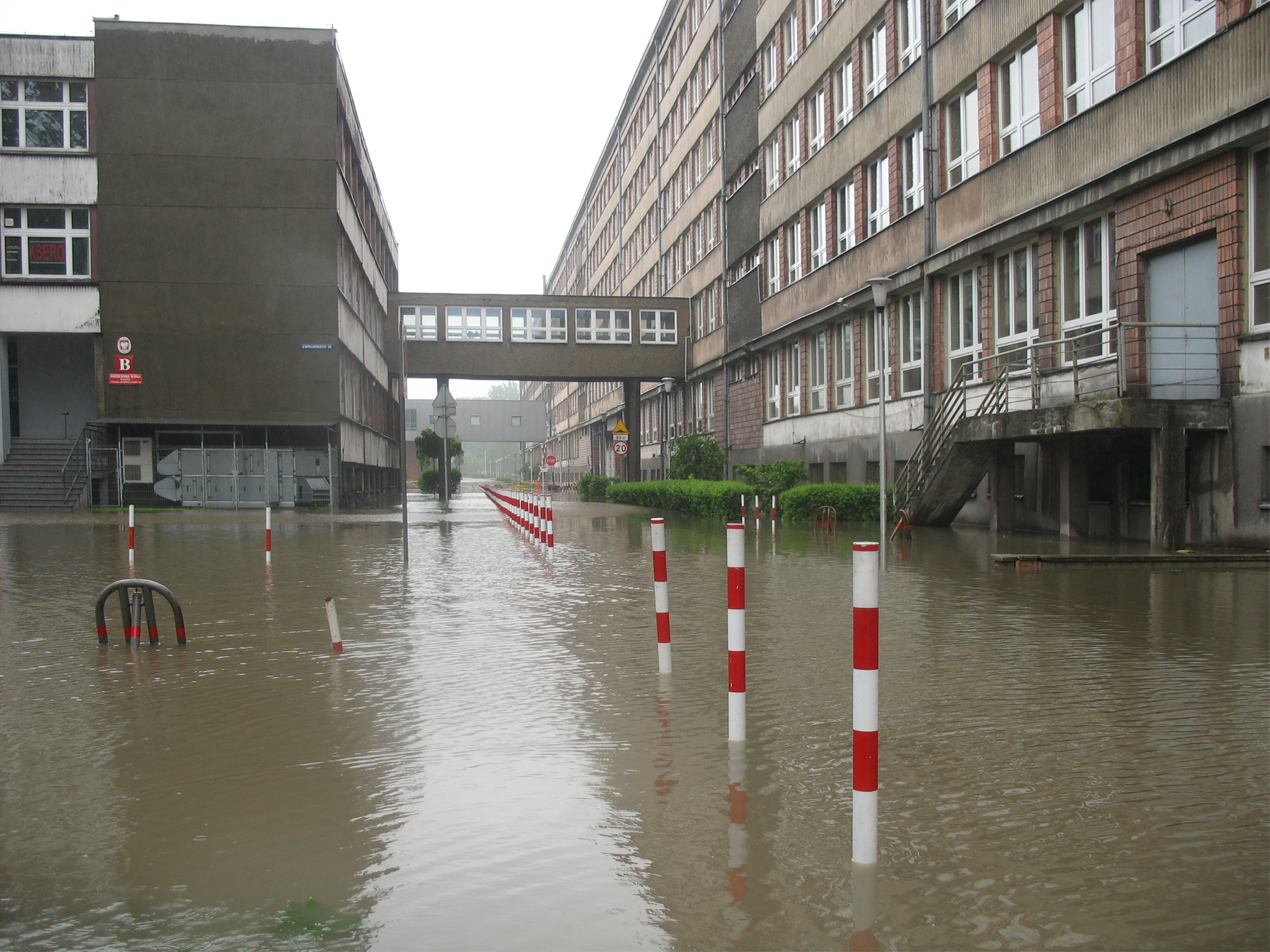
Gliwice – zalane tereny Politechniki Śląskiej, 18 maja 2010, godz. 15.22

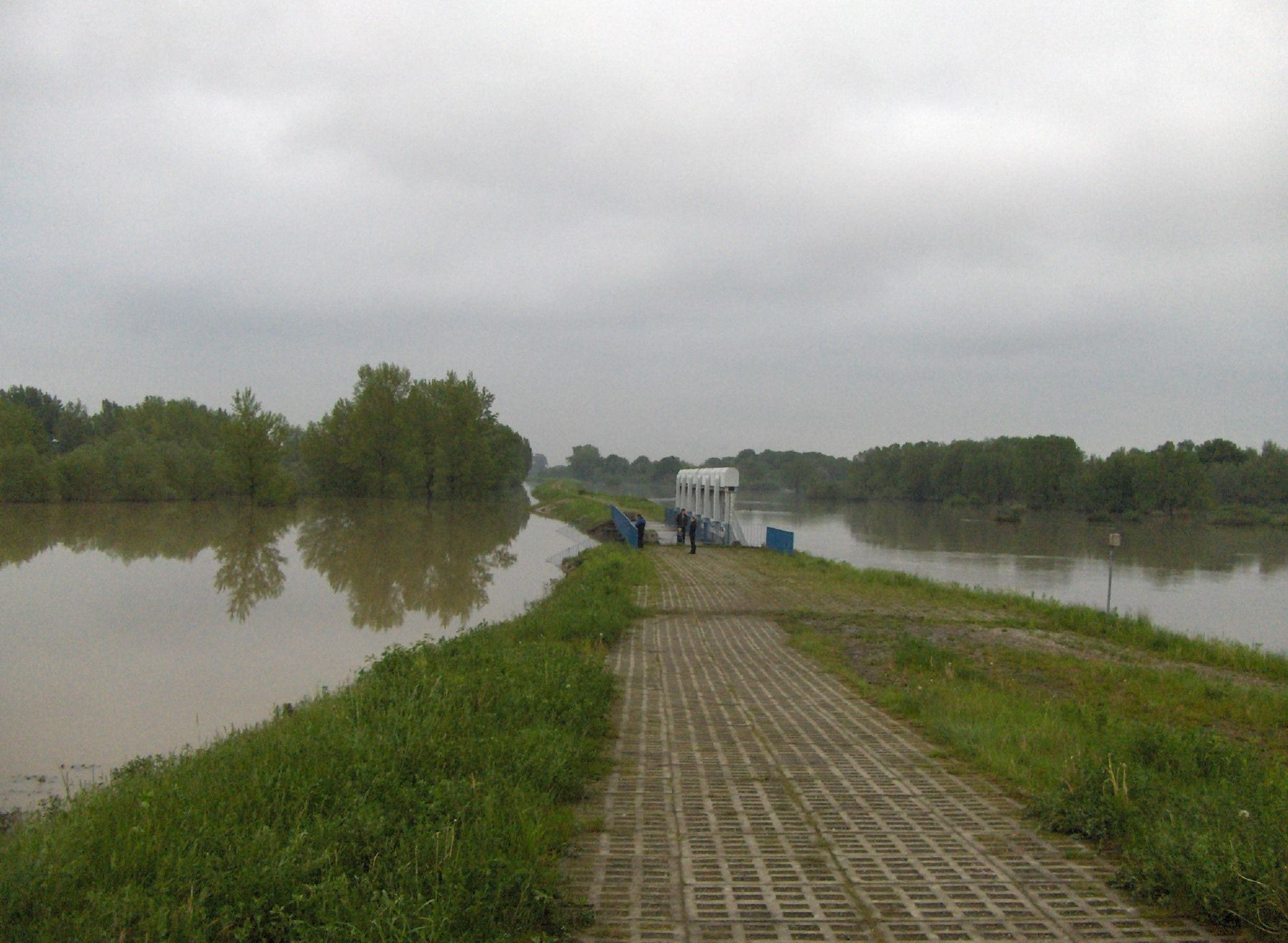
Wypełniony Polder Buków oraz rzeka Odra w okolicach jazu w Bukowie (powiat wodzisławski) 19 maja 2010

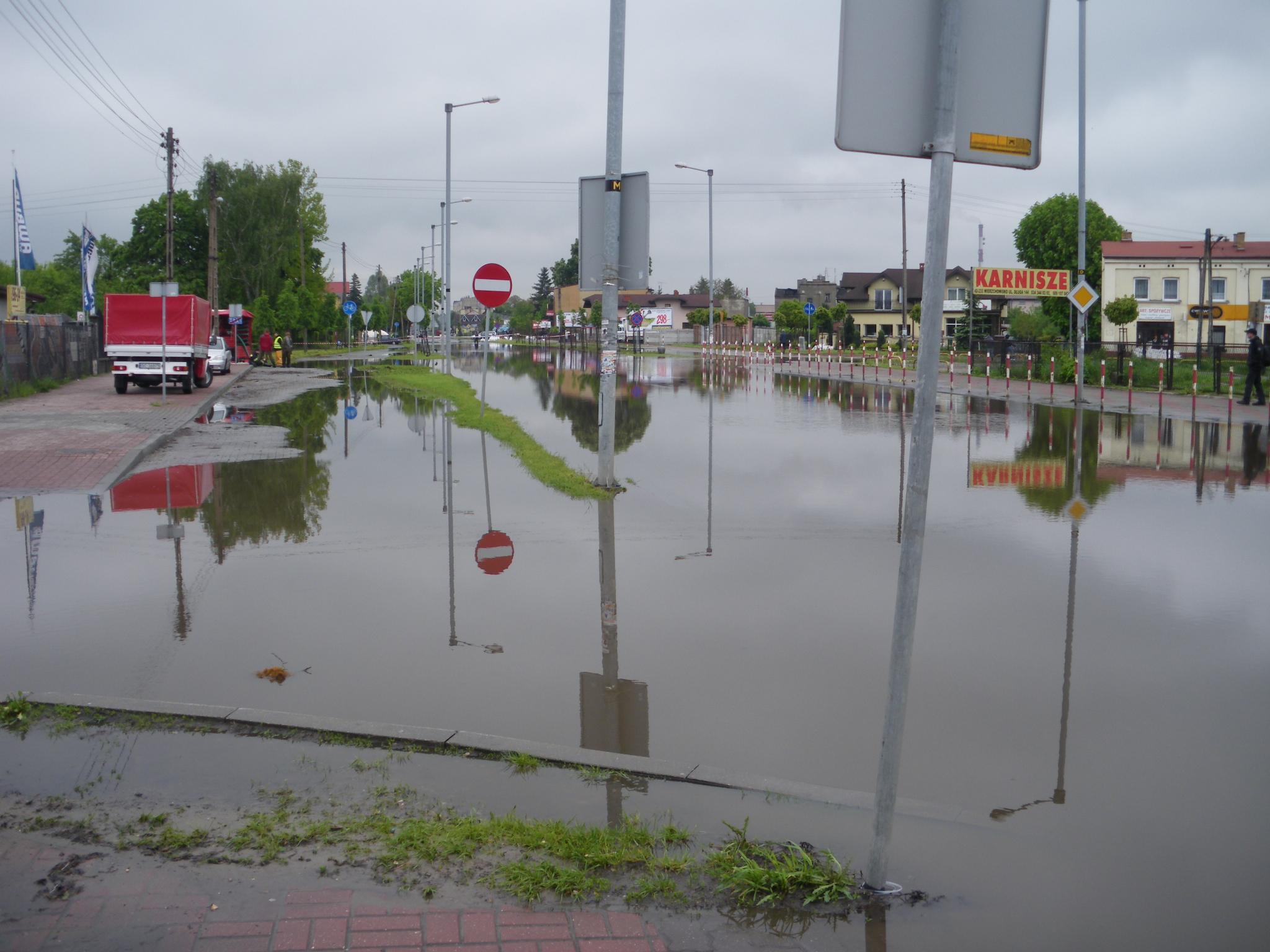
Zalana dzielnica Zawodzie w Częstochowie, 19 maja 2010, godz. 13.20

Z terenu województwa śląskiego ewakuowano ok. 2200 osób. Obfite opady deszczu występujące od nocy z 15 na 16 maja na terenie województwa spowodowały gwałtowny przybór wód w rzekach. Odra i jej dopływ, Olza, zasilana przez wodę z Czech, gwałtownie wezbrały w dniu 16 i 17 maja.
Alarmy przeciwpowodziowe zostały ogłoszone w sześciu powiatach: bieruńsko-lędzińskim, bielskim, cieszyńskim, pszczyńskim, raciborskim, wodzisławskim, dwóch miastach: Tychach i Bielsku-Białej oraz w gminie Zebrzydowice.
Pogotowie przeciwpowodziowe ogłoszono w sześciu powiatach: będzińskim, gliwickim, raciborskim, tarnogórskim, żywieckim oraz częstochowskim, i w dziesięciu miastach: Częstochowie, Dąbrowie Górniczej, Rybniku, Gliwicach, Piekarach Śląskich, Bytomiu, Zabrzu, Rudzie Śląskiej, Żorach i Jastrzębiu-Zdroju.

#### Dorzecze Wisły
Między Żywcem a Trzebinią wezbrane wody zerwały most. Nieprzejezdne były drogi krajowe: 1 w Goczałkowicach-Zdroju, 69 w bielskiej dzielnicy Mikuszowice i 81 w Skoczowie. W Bielsku-Białej w poniedziałek 17 maja doszło do osunięć w dwóch położonych nad rzeką Białą parkach, Ratuszowym i Włókniarzy, oraz uszkodzenia średniowiecznego muru miejskiego przy ul. Orkana. W Czechowicach-Dziedzicach miała miejsce ewakuacja co najmniej 2000 osób z zagrożonych terenów, gdy wody w Wiśle zaczęły przedostawać się przez wały przeciwpowodziowe po zapełnieniu zbiornika Goczałkowickiego, który przyjął falę powodziową o wielkości 100 mln m³ wody (dla porównania – podczas powodzi tysiąclecia w 1997 r. było to 57 mln m³). W mieście także została zalana oczyszczalnia ścieków.
Bieruń został zalany przez Wisłę, Przemszę i Gostynię przez co ewakuowanych miało być 2000 osób. W niektórych rejonach miasta domy zostały zalane po dach, czyli na około 3 metry.

#### Dorzecze Odry
Wieczorem i nocą z 17 na 18 maja przez powiaty wodzisławski i raciborski przechodziła fala kulminacyjna. W krytycznym momencie Polder Buków złagodził falę kulminacyjną na Odrze z ok. 2000 m³/s do stanu ok. 1700 m³/s (o około 300 m³/s). W nocy 17/18 maja w Raciborzu zarządzono ewakuację mieszkańców z najbardziej zagrożonych dzielnic. Z 10 000 osób, który były przeznaczone do ewakuacji, na taką zgodziło się 25. Bardzo wydłużona fala kulminacyjna utrzymywała się w okolicach Wodzisławia Śl. i Raciborza aż do 19 maja. Wieczorem 18 maja 2010 poważnie zagrożony przerwaniem został wał na Polderze Buków, sytuację opanowali jednak strażacy.
W Gliwicach w nocy z poniedziałku na wtorek (17 na 18 maja) Kłodnica przerwała wały przeciwpowodziowe w centrum i zalała miasteczko akademickie. Woda zalała między innymi Wydział Mechaniczny Technologiczny i Bibliotekę Politechniki Śląskiej. Zalane zostało także Liceum Ogólnokształcące nr I im. Edwarda Dembowskiego. Matury ustne, które miały odbyć się 18 maja zostały przełożone. DK 88 została zalana i zamknięta od węzła Maciejów do węzła z ul. Tarnogórską, została także wyłączona z ruchu w rejonie Zabrza, powodując utrudnienia komunikacyjne pomiędzy Bytomiem a Gliwicami. Zostało zalanych także wiele dróg w samych Gliwicach m.in. ul. Kujawska, Panewnicka, Zimnej Wody, Akademicka, Wielicka i Sikorskiego. Droga krajowa nr 44 została zalana w rejonie Przyszowic.
W regionie częstochowskim wylały Warta, Konopka i Stradomka, zalewając dzielnice Zawodzie, Kręciwilk, Wyczerpy Dolne, Aniołów i część Starego Miasta oraz miejscowości gminy Poczesna. Z powodu zalania zamknięto ul. Bugajską, będącą częścią DK46, z powodu podtopień część pasów na miejskim odcinku DK1 (al. WP) była nieprzejezdna. 19 maja na Zbiorniku Poraj poziom wody przekroczył znacznie stan alarmowy, wały przeciwpowodziowe zostały rozerwane w Słowiku. Z brzegów wystąpiła również położona na zachód od miasta Liswarta, rozlewając się po polach w okolicy Krzepic i Starokrzepic. Kolejnego dnia lustro wody na Zbiorniku nieznacznie spadło, obniżył się także poziom wód na Kucelince i Stradomce.

#### Zniszczenia
W województwie śląskim, głównie w Międzybrodziu Bialskim na skutek osunięć ziemi z pasma góry Żar, zagrożonych zawaleniem zostało 150 budynków, głównie letniskowych.
Wskutek powodzi przez 4 dni zamknięto fabrykę Fiata w Tychach, ponieważ nie dojechały szyby z Sandomierza. Kopalnia Silesia w Czechowicach-Dziedzicach przez blisko tydzień nie wydobywała węgla, zabezpieczano kopalnie przed powodzią. Na skutek powodzi w województwie ucierpiało ponad 6000 budynków mieszkalnych.
W wyniku zalania wodą wyłączone zostały z ruchu następujące linie kolejowe w województwie:
- nr 139 na odcinku Katowice Brynów – Katowice Ligota
- nr 140 na odcinku Rydułtowy – Sumina
- nr 148 na odcinku Pszczyna – Radostowice
- nr 151 i nr 158 na odcinku Olza – Bogumin
- nr 191 na odcinku Wisła Uzdrowisko – Wisła Głębce

30 maja Johannes Hahn, unijny komisarz ds. polityki regionalnej, odwiedził województwo i zobaczył niektóre tereny zniszczone przez powódź.
2 czerwca ponownie ogłoszono alarm powodziowy dla powiatów: bielskiego, bieruńsko-lędzińskiego, cieszyńskiego, gliwickiego, pszczyńskiego, raciborskiego, wodzisławskiego oraz żywieckiego, a także dla Bielska-Białej, Gliwic i Zabrza.

### Województwo świętokrzyskie
I fala

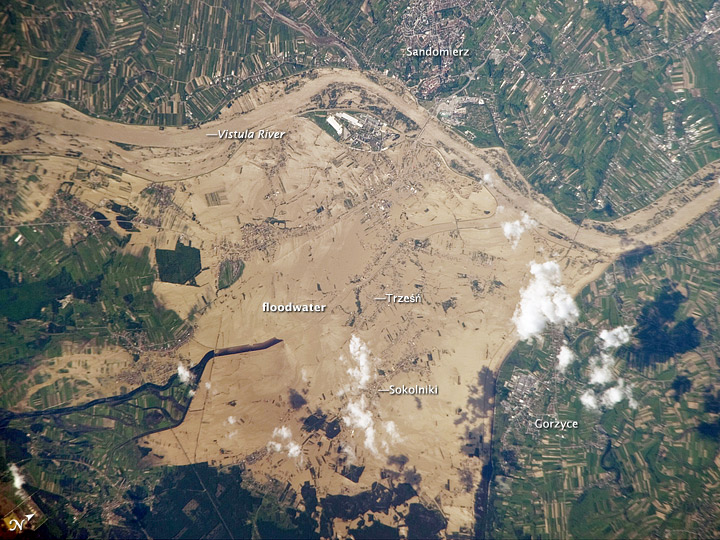
Zdjęcie satelitarne obszarów zalanych przez Wisłę w Sandomierzu

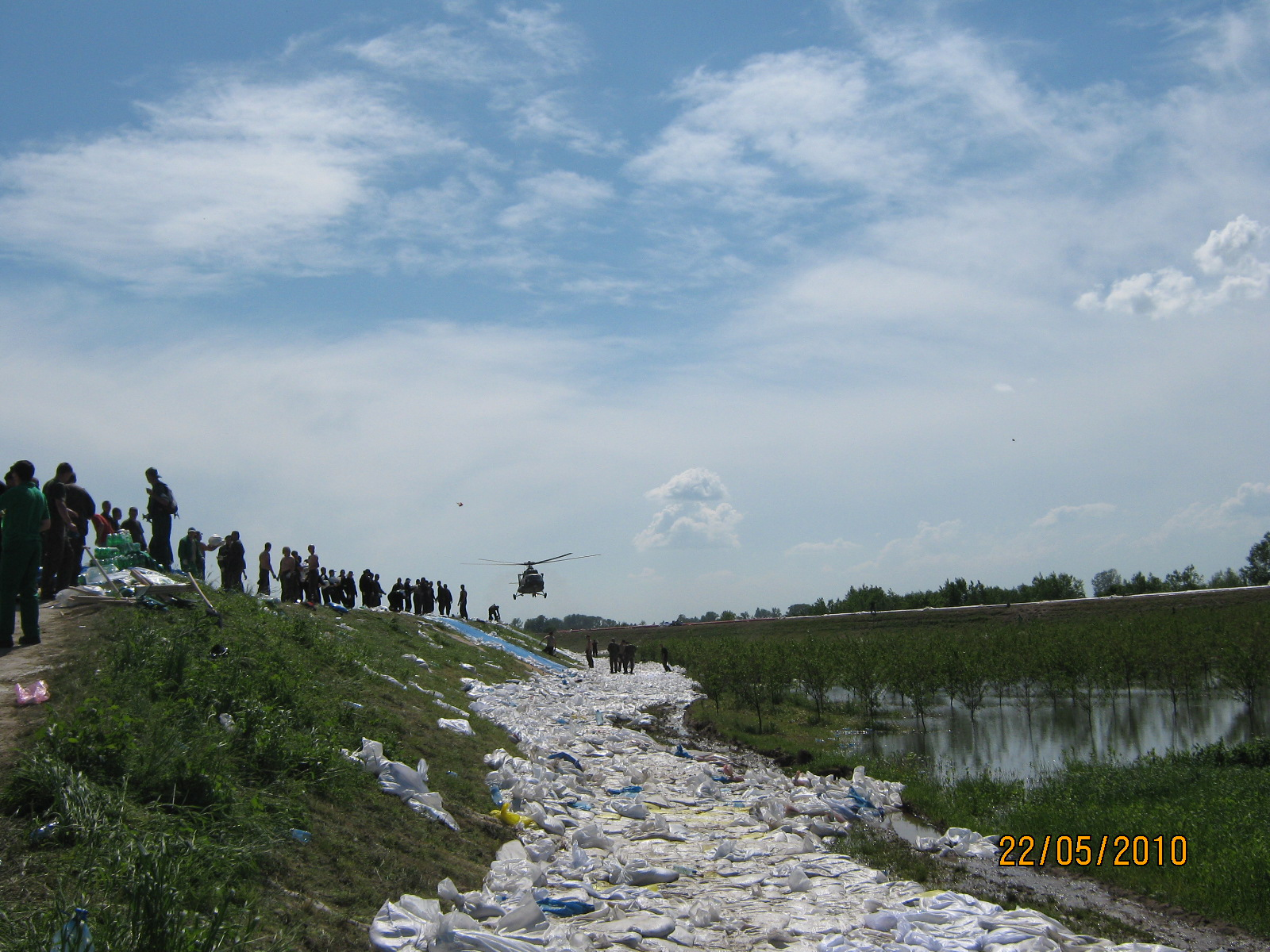
Obrona huty szkła Pilkington w Sandomierzu

W nocy z 18 na 19 maja wezbrane wody Wisły zalały prawobrzeżną część Sandomierza. Przedostały się przez dwie wyrwy w wale na Koćmierzowie. Burmistrz Sandomierza Jerzy Borowski zarządził ewakuację 1/5 części miasta. Większość mieszkańców opuściła swoje domy. Zamknięty był most na ulicy Lwowskiej oraz nieprzejezdna także była droga wojewódzka z Sandomierza do Tarnobrzega.
19 maja około godziny 15.00 w prawobrzeżnej części Sandomierza zginęła 88-letnia kobieta. Znaleziona została we własnym domu. Tego samego dnia, tuż przed godziną 18.00, media doniosły o znalezieniu kolejnego ciała – prawdopodobnie mężczyzny. 29 maja 2010 znaleziono zwłoki 50-letniego mężczyzny, którego zaginięcie zgłosiła rodzina.
Do Sandomierza udał się premier Donald Tusk i minister spraw wewnętrznych Jerzy Miller.
W czerwcu do Sandomierza przyjechała w celu usuwania skutków powodzi grupa czeczeńskich uchodźców mieszkająca w Białymstoku. Wyjazd zorganizowany został z inicjatywy uchodźców.
II fala
4 czerwca ogłoszono ewakuację 2 tysięcy mieszkańców prawobrzeżnej części Sandomierza, gdzie woda zaczęła wlewać się do miasta przez wyrwę w wale przeciwpowodziowym na lewym brzegu rzeki Trześniówki. W Koćmierzowie pękł wał przeciwpowodziowy na Wiśle, woda wlała się do Sandomierza oraz Tarnobrzega. Przerwana została również opaska na wale przeciwpowodziowym na Wiśle w miejscowości Rybitwy w gminie Połaniec. 5 czerwca przerwała została opaskę na tymczasowym wale w Sandomierzu, wlewając do jej prawobrzeżnej części 240 ton wody na sekundę. W nocy z 6 na 7 czerwca na odcinku 200 m przerwany został wał na Wiśle w Winiarach i 20 m odcinek wału na Opatówce Szczytnikach, zalewając z dwóch stron ponad 1/3 powierzchni gminy Dwikozy, ewakuacją objęto ponad 3000 mieszkańców.
5 i 6 czerwca miasto odwiedził premier Donald Tusk.
8 czerwca przerwany został wał w Ostrowie w gmienie Tarłów, zalewając okoliczne miejscowości (Ciszyca, Ciszyca Przewozowa, Ciszyca Dolna, Ostrów, Ostrowia i Leśne Chałupy). 9 czerwca powiększyło się rozlewisko w gminie Osiek w powiecie staszowskim, zalewając nowe obszary gminy.
Woda wtargnęła na 1/5 powierzchni Sandomierza (prawobrzeżna część), podczas dwóch fal powodziowych trwała heroiczna walka o niezalanie sandomierskiej huty szkła i osiedla Baczyńskiego. Dzięki ogromnemu wysiłkowi mieszkańców osiedla, pracowników zakładu, ochotników, Straży Pożarnej i wojska udało się ten teren ocalić przed zalaniem.

### Województwo wielkopolskie

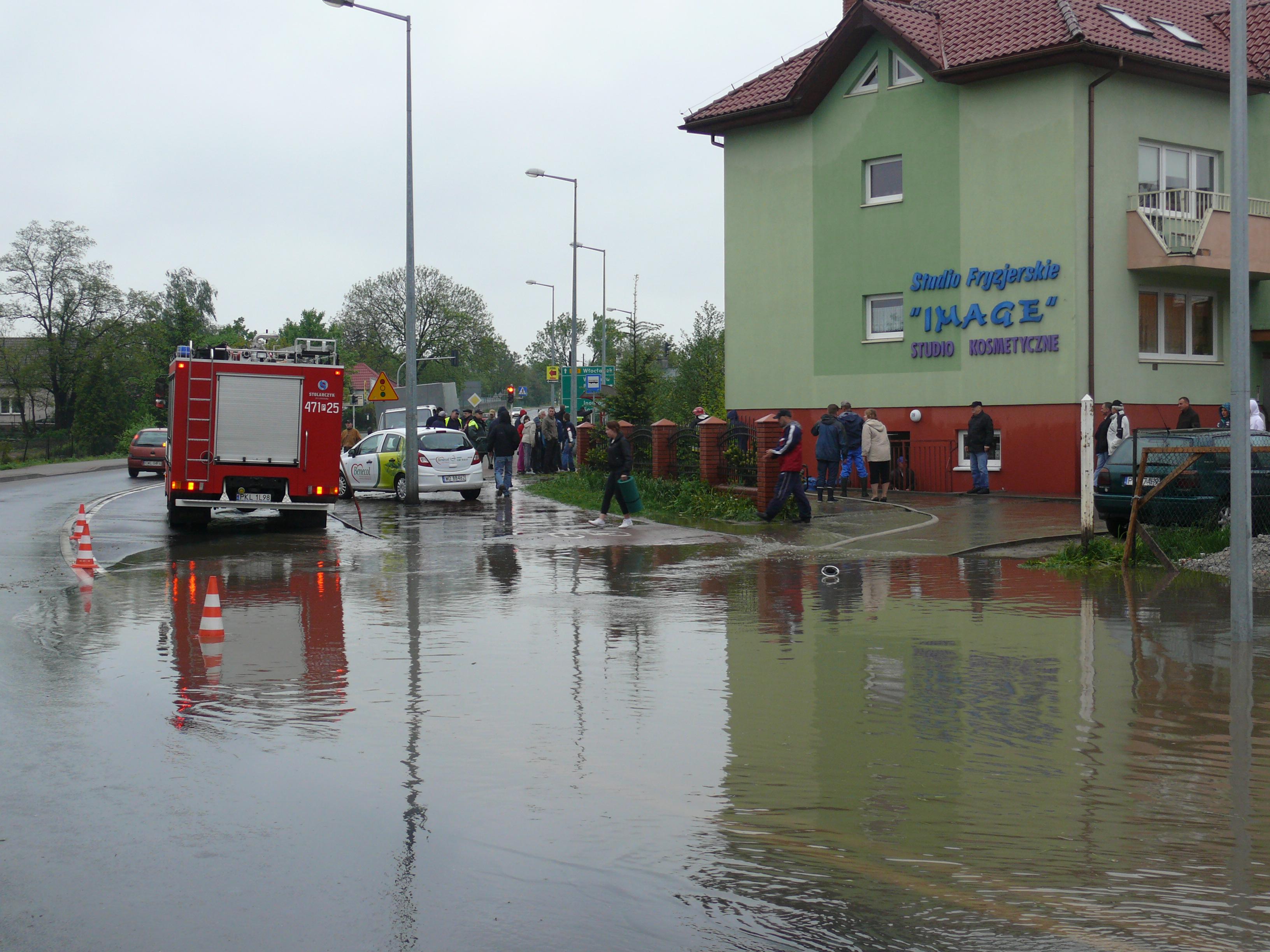
Zalana ulica Włocławska w Kole

Lokalne podtopienia odnotowano w południowo-wschodniej części województwa wielkopolskiego (w Kaliskiem), m.in. w gminie Dąbie oraz w mieście i gminie Koło, gdzie zalane zostały pola i gospodarstwa rolne. W Kole wylały rowy odprowadzające wodę z pól nad lasem w Mikołajówku. Bardzo trudna sytuacja panowała w gminie Żerków, gdzie Prosna wpada do Warty, niewykluczona była ewakuacja kilku wiosek. Żywioł zajął stację benzynową i zalał kilka ulic, jedną z nich wyłączając z ruchu. W Karszewie zamknięto szkołę podstawową.
20 maja ogłoszono alarm przeciwpowodziowy w Kaliszu, gdzie wezbrały wody Prosny i Swędrni. 21 maja rano woda ze Swędrni wdarła się na Rajsków, zalewając m.in. Stadion Miejski w Kaliszu, a w ciągu dnia woda z Prosny podtopiła Śródmieście, Ogrody i Piskorzewie, gdzie zamknięto niektóre ulice i dwa zagrożone mosty. Poziom wody w Prośnie na Piwonicach przekroczył stan z powodzi w roku 1997 (281 cm) i wieczorem osiągnął 305 cm. Trzemna zalała park dendrologiczny w pobliskim Gołuchowie.

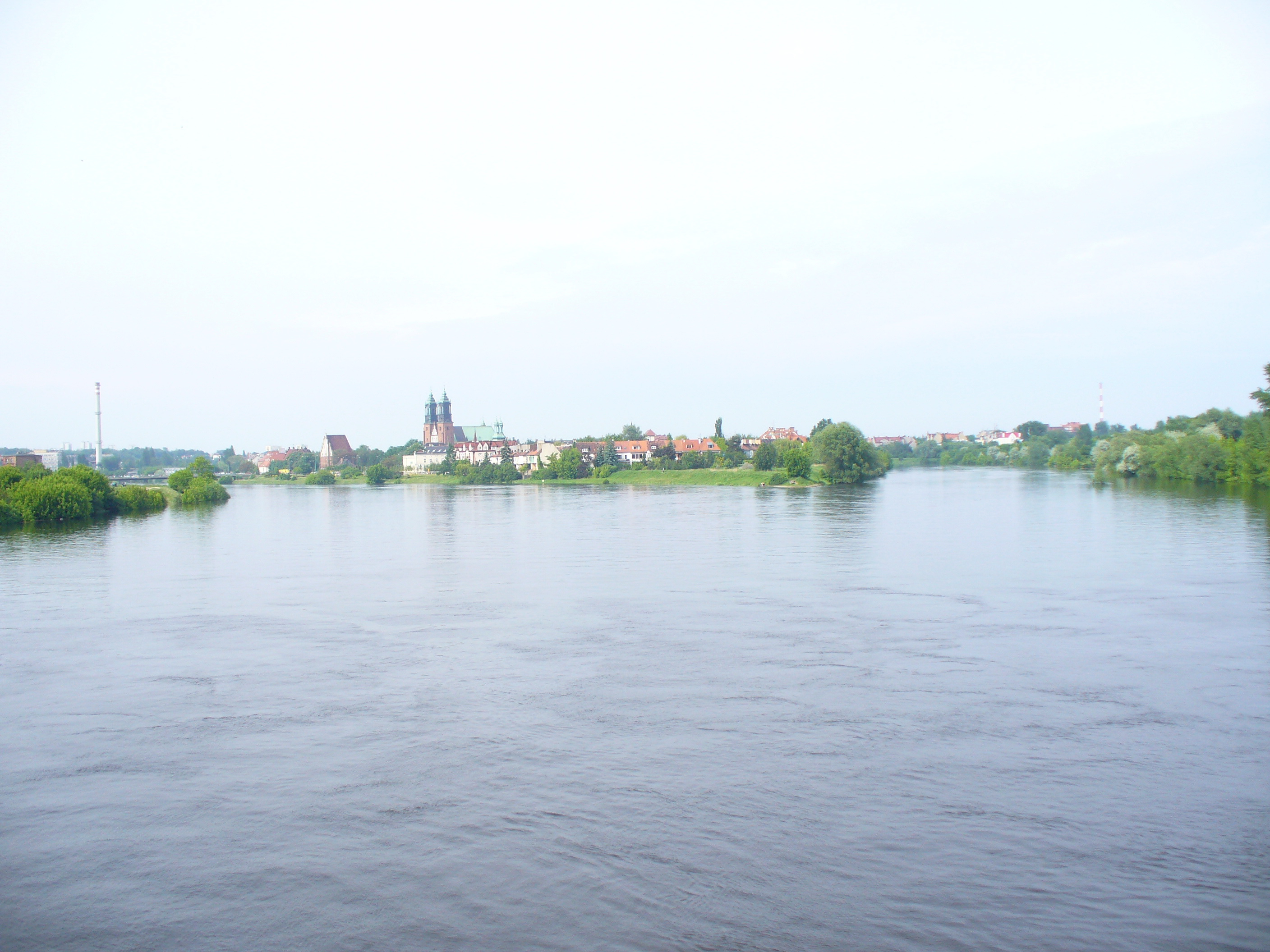
Fala kulminacyjna na Warcie na wysokości Ostrowa Tumskiego w Poznaniu.

22 maja poziom wody w Prośnie na Piwonicach sięgnął 308 cm. Woda wdarła się do piwnic budynków w Śródmieściu; zamknięta dla ruchu była droga krajowa nr 25. Całą noc z 22 na 23 maja trwało umacnianie wałów na Kanale Bernardyńskim, Kanale Rypinkowskim i Prośnie na wysokości Ogrodów i Piskorzewia, gdzie zalanych zostało wiele budynków, w tym Wyższe Seminarium Duchowne w Kaliszu. Tego samego dnia rozpoczęto ewakuację.
Najwięcej razy straż pożarna interweniowała w Kaliszu i powiecie kaliskim, powiecie kępińskim, kolskim i konińskim. Prosna przekroczyła stan alarmowy, a Ner, Noteć i Warta osiągnęły stan ostrzegawczy. Powódź zagrażała przedmieściom Poznania (gminy: Luboń, Komorniki, Puszczykowo i Mosina). Sytuacja w samym mieście była jednak stabilna. W przygotowaniach na nadejście fali kulminacyjnej brali udział strażacy i wojsko.
26 maja woda zaczęła się przelewać się przez wały na terenie polderu Golina, niektórzy jej mieszkańcy zostali ewakuowani. Walka o utrzymanie wałów przeciwpowodziowych trwała głównie w Poznaniu oraz w okolicy Śremu i Wronek. 3 czerwca Warta w Poznaniu o 204 cm przekraczała stan alarmowy. Na terenie całego województwa pod wodą znalazło się 76.500 hektarów, głównie użytków rolnych i łąk.

### Województwo zachodniopomorskie
Od 24 maja wprowadzony został stan pogotowia przeciwpowodziowego na terenie miasta Szczecina oraz powiatów: myśliborskiego, gryfińskiego, polickiego i goleniowskiego. 28 maja wielka woda na Odrze przekroczyła granicę województwa, podtapiając dwie wsie Chlewice i Kaleńsko. Dotkliwych zniszczeń powódź dokonała w Parku Krajobrazowym Dolina Dolnej Odry. W pierwszych dniach czerwca umacniano wały w rejonie Wyspy Puckiej; fala powodziowa wpłynęła do Zalewu Szczecińskiego.

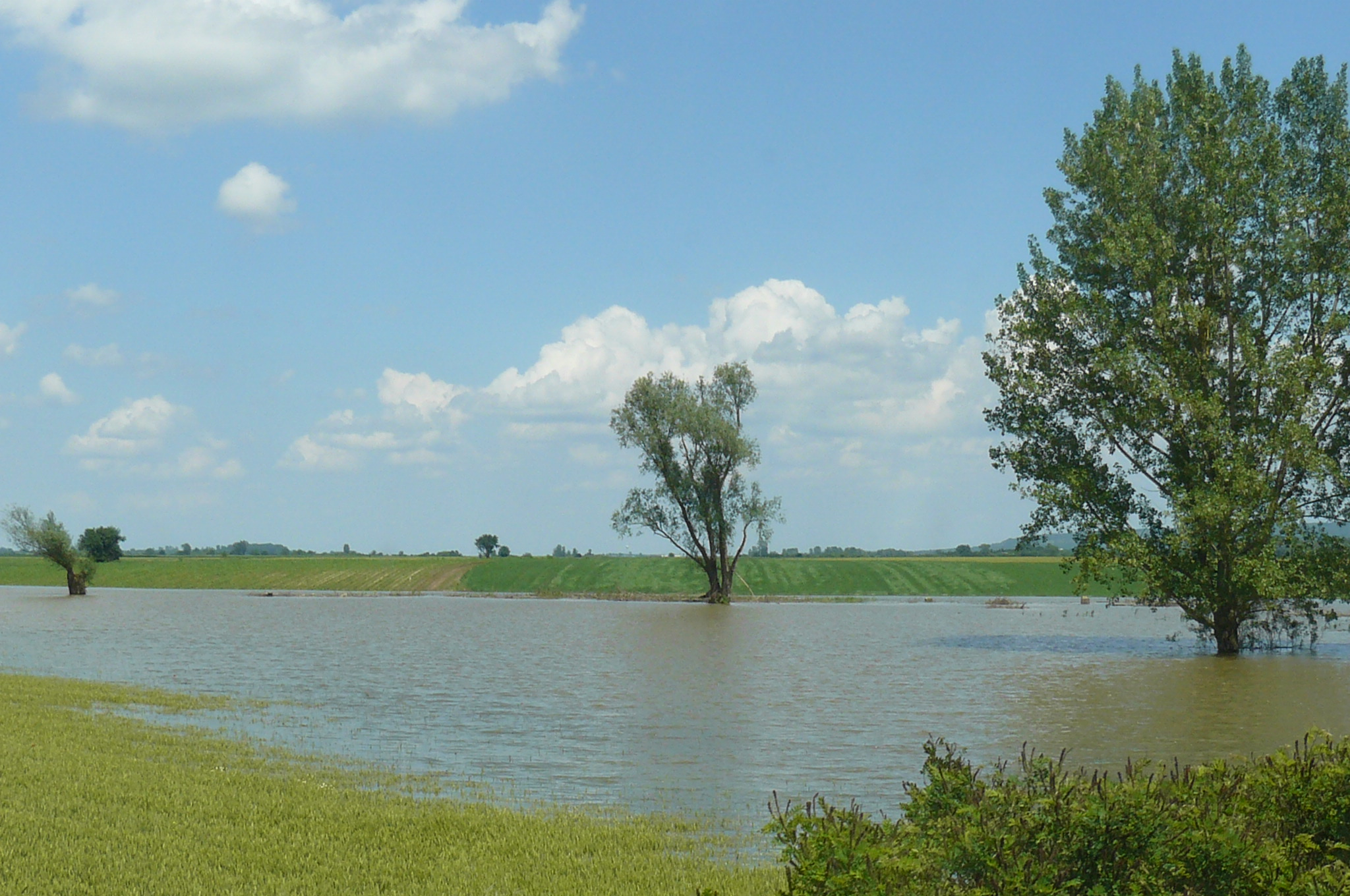
Podtopienia na terenie Baranji w Chorwacji (rzeka Karašica)

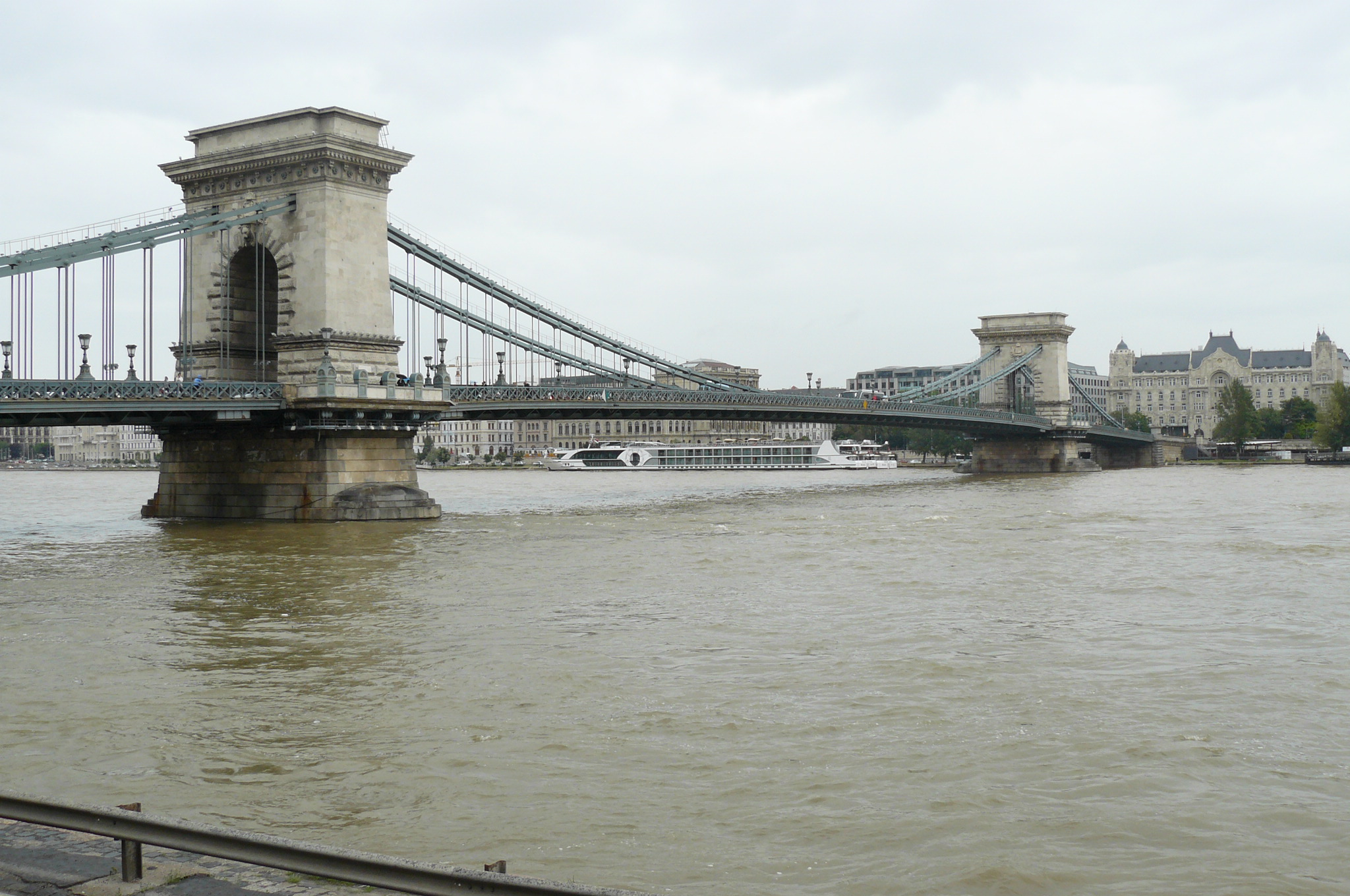
Budapeszt – Most Łańcuchowy – fala kulminacyjna na Dunaju

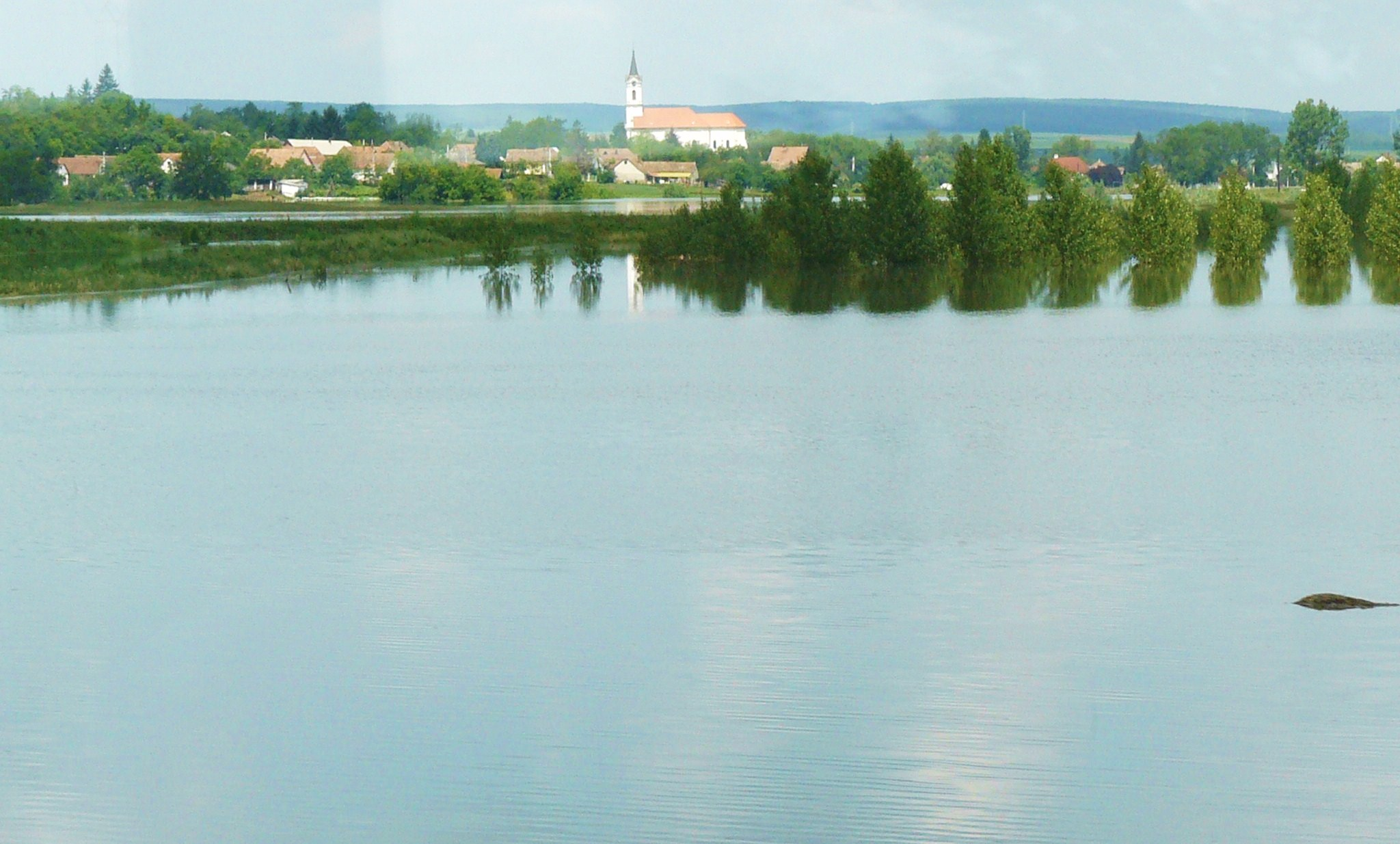
Komitat Baranya, Węgry, okolice Peczu

## Austria
W Austrii w maju zanotowano 3 ofiary powodzi. Obfite opady deszczu i burze, które wystąpiły głównie we wschodniej Austrii, doprowadziły do wezbrania głównie małych rzek i ich wylania. Na początku czerwca podniósł się poziom wody na wielu rzekach. W miejscowości Klosterneuburg w Dolnej Austrii osuwisko ziemi zniszczyło kilka domów.

## Czechy
W kilkudziesięciu miejscowościach Czech w dorzeczu Olzy, Odry, Beczwy i Ostrawicy ogłoszono 16 i 17 maja alarm przeciwpowodziowy, odwołany wieczorem 19 maja. Trzeci stopień zagrożenia obowiązywał na 12 rzekach w kraju morawsko-śląskim.
W Boguminie 17 maja poziom wód był najwyższy od pół wieku. Kilka dzielnic zostało zalanych, ewakuowano szpital. W Karwinie nieprzejezdne stały się wszystkie drogi wyjazdowe. W Zubrzu pod wpływem wody zawaliło się kilka domów mieszkalnych. W miejscowości Troubky – symbolu powodzi tysiąclecia (wówczas zginęło tam 9 osób, a 340 domów zostało zniszczonych) – pod wodą znalazło się 80% gospodarstw. Na opanowanych przez powódź terenach doszło do 10 osuwisk (głównie w rejonie Vsetína). Większość zbiorników retencyjnych w dorzeczu Odry i Morawy była przepełniona, co spowodowało konieczność spuszczania z nich wody.
Podczas majowych powodzi zginęła jedna osoba – w poniedziałek, 17 maja, znaleziono w Trzyńcu, w potoku kilkadziesiąt metrów od jej domu, martwą 69-letnią kobietę.
W czerwcu po raz kolejny ulewne deszcze podniosły poziom rzek i potoków we wschodniej części Czech oraz na południowych Morawach. Zginęły dwie dalsze osoby (w Zlinie i Brnie). Stan klęski żywiołowej został ogłoszony na południowym wschodzie Czech.

## Niemcy
W nocy z 27 na 28 maja fala powodziowa na Odrze przerwała wał w pobliżu miejscowości Ratzdorf (Brandenburgia). 25 metrową wyrwę udało się zabezpieczyć. W celu złagodzenia naporu wody na wały otwarto poldery w mieście Schwedt.
W czerwcu ulewne deszcze spowodowały lokalne podtopienia i problemy komunikacyjne w Bawarii.

## Serbia
W wyniku powodzi w Serbii zginęły dwie osoby w miejscowości Trgovište.

## Słowacja
W maju na wschodzie Słowacji woda zatopiła kilkadziesiąt miejscowości, pochłaniając jedną ofiarę śmiertelną. Przerwane zostały wały, zalane drogi, zniszczone mosty. Ewakuowano kilkaset osób. Najcięższa sytuacja panowała w powiatach Rimavska Sobota, Veľký Krtíš, Koszyce i Spišská Nová Ves. Wylewały coraz większe rzeki na południu i w środkowej Słowacji: Bodrog, Hornad, Hnilec, Slana i Hron. Stan klęski żywiołowej obowiązywał w powiecie trebiszowskm na wschodzie kraju.
2 czerwca stan zagrożenia powodziowego ogłoszono w 25 miejscowościach we wschodniej części kraju, w powiatach Preszov i Sabinov. W miejscowości Nana po przerwaniu wałów na rzece Żitavie ewakuowano 700 osób. W sumie na Słowacji ewakuowano kilka tysięcy osób. 2 czerwca powódź pochłonęła drugą ofiarę w Vyszna Szebastova.
3 czerwca nastąpiła ewakuacja mieszkańców miast i okolic: Starej Lubovnii, Kieżmarku i Spiskiej Novej Vsi.

## Ukraina
Intensywne deszcze były przyczyną powodzi na zachodzie Ukrainy. Najgorsza sytuacja była w obwodzie zakarpackim, gdzie zalanych zostało prawie pół tysiąca domów, najwięcej w okolicach Użhorodu. W mieście Czop wezbrane wody Cisy przelały się przez wały. Trudna sytuacja panowała także w obwodach lwowskim i iwano-frankowskim.

## Węgry
Na północy Węgier spadło nawet 273 mm opadów deszczu. Z powodu powodzi w tym regionie, 17 maja ponad 2 tys. osób musiało opuścić domy. Najgorsza sytuacja panowała w dolinach rzek Sajó, Cisa i Hornad, gdzie śmierć do tego czasu poniosły 2 osoby. W rejonie Budapesztu wiał silny wiatr osiągający prędkość 100 km/h, który przewracał drzewa. Przy umacnianiu wałów pracowało nieprzerwanie 10 tysięcy osób. Zalanych zostało 75 tysięcy hektarów pól uprawnych, podtopionych setki gospodarstw, kilka tysięcy domów pozostawało bez prądu. Wojsko ewakuowało amfibiami ponad 3 tysiące osób.
2 czerwca nastąpiła ponowna ewakuacja ludności, m.in. ponad 2000 osób na północy Węgier.
Na początku czerwca na północnym wschodzie Węgier zamknięto 60 dróg, z tego powodu 18 miejscowości zostało odciętych od świata. 3 czerwca rzeka Bodva wlała się do miasta Edeleny, gdzie ewakuowano 550 osób. Wylała też rzeka Slana we wschodniej części Węgier. W ciągu jednego dnia zalanych zostało 140 000 hektarów pól uprawnych. Zalanych zostało 265 miejscowości, skąd ewakuowano ponad 3800 osób.

## Ofiary śmiertelne
| Państwo  | Liczba |
| -------- | ------ |
| Polska   | 25     |
| Austria  | 3      |
| Czechy   | 3      |
| Słowacja | 2      |
| Serbia   | 2      |
| Węgry    | 2      |
| Razem    | 37     |

## Reakcje międzynarodowe
Polska poprosiła kraje członkowskie Unii Europejskiej o pomoc przy powodzi, która nawiedziła południe kraju. „Nad ranem 19 maja uruchomiony został unijny mechanizm obrony cywilnej, który zbiera zamówienia i koordynuje pomoc państw w razie kryzysu” – powiedział rzecznik Komisji Europejskiej Ferran Tarradellas. Swoją pomoc zadeklarowały Francja i Niemcy.
19 maja, w odpowiedzi na zapotrzebowanie strony polskiej, trzy państwa bałtyckie zintegrowane w ramach programu BaltFloodCombat – Litwa, Łotwa, Estonia – podjęły decyzję o wysłaniu wspólnej ekipy ratunkowej na dotknięte powodzią obszary w południowej Polsce. Z pomocą bezpośrednią przybyły również ekipy z Czech i Danii.
25 maja do Polski dotarła również pomoc z Rosji (w tym 18 pomp o dużej mocy, 34 łodzie i pięć mobilnych elektrowni).